# 國外旅遊警示分級表
國外旅遊警示分級表為中華民國外交部於2002年3月30日開始依據《外交部發布國外旅遊警示參考資訊指導原則》所建立的旅遊安全資訊警示，其目的在於使到國民能夠透過此分級表快速了解是否可以安全的在該國家或該地區從事旅遊或商務活動之資訊。
本警示表最先開始設立時，僅分為「三級」：黃色（提醒注意）、橙色（建議暫緩前往）及紅色（不宜前往），透過三種顏色區分警示等級及相關旅遊參考資訊。然而由於國外旅遊安全情勢複雜且瞬息萬變，且原先三級制之旅遊警示缺乏彈性，未能明確反映外國全國性及區域性之旅遊安全情勢，因此外交部遂於2009年7月8日將分級制度改為四級。
就旅遊警示分級表與旅行契約之關係，外交部認為，旅遊警示是僅供民衆出國參考的資訊之一，跟旅遊契約沒有關連，也沒有任何的拘束力。旅客退團能不能退團費，必須依交通部觀光局與旅行社業者所達成的共識來辦理。不過，事實上旅遊警示分級表對於旅遊契約仍有一定的影響力，遭到發布紅色警示的國家，有可能適用《國外旅遊定型化契約範本》第28條規定，旅行社在扣除已代繳的規費或因履行契約所支付的全部必要費用後，將剩餘的款項退還旅客。
而針對中國大陸、香港及澳門的旅遊警示，則由大陸委員會發出，而分級及定義與本國外旅遊警示分級表一致。

## 對於旅遊警示的退費
| 警示 等級 | 可退費程度 | 附註                                  |
| --------- | --- | ------------------------------------- |
| 紅色      | - 旅客不論何時通知取消參加行程，旅行社除必要費用外，不得收取賠償費用。 | - 旅行社如果強制出團，最高將可罰1萬元 |
| 橙色      | - 旅客不論何時通知取消參加行程，旅行社除必要費用外，旅行社至多將收取旅遊費用 5% 之賠償費用。 |                                       |
| 黃色      | - 旅客若於出發前 41 天以前通知取消參加行程，將收取旅遊費用 5% 之賠償費用； - 旅客若於出發前 31 至 40 天通知取消參加行程，將收取旅遊費用 10% 之賠償費用； - 旅客若於出發前 21 至 30 天通知取消參加行程，將收取旅遊費用 20% 之賠償費用； - 旅客若於出發前 2 至 20 天通知取消參加行程，將收取旅遊費用 30% 之賠償費用； - 旅客若於出發前 1 天通知取消參加行程，將收取旅遊費用 50% 之賠償費用； - 於出發當天取消訂單、集合逾時、及未通知不參加旅遊行程者，將收取旅遊費用之賠償費用，恕不退費。 |                                       |
| 灰色      | - 旅客若於出發前 41 天以前通知取消參加行程，將收取旅遊費用 5% 之賠償費用； - 旅客若於出發前 31 至 40 天通知取消參加行程，將收取旅遊費用 10% 之賠償費用； - 旅客若於出發前 21 至 30 天通知取消參加行程，將收取旅遊費用 20% 之賠償費用； - 旅客若於出發前 2 至 20 天通知取消參加行程，將收取旅遊費用 30% 之賠償費用； - 旅客若於出發前 1 天通知取消參加行程，將收取旅遊費用 50% 之賠償費用； - 於出發當天取消訂單、集合逾時、及未通知不參加旅遊行程者，將收取旅遊費用之賠償費用，恕不退費。 |                                       |
| 未設警示  | - 旅客若於出發前 41 天以前通知取消參加行程，將收取旅遊費用 5% 之賠償費用； - 旅客若於出發前 31 至 40 天通知取消參加行程，將收取旅遊費用 10% 之賠償費用； - 旅客若於出發前 21 至 30 天通知取消參加行程，將收取旅遊費用 20% 之賠償費用； - 旅客若於出發前 2 至 20 天通知取消參加行程，將收取旅遊費用 30% 之賠償費用； - 旅客若於出發前 1 天通知取消參加行程，將收取旅遊費用 50% 之賠償費用； - 於出發當天取消訂單、集合逾時、及未通知不參加旅遊行程者，將收取旅遊費用之賠償費用，恕不退費。 |                                       |

## 警示狀況
| | 警示 等級   | 警示意涵                       | 警示等級參考情況 | 目前實施之國家或地區                                   | 實施日期       |
| --- | ----------- | ------------------------------ | --- | ------------------------------------------------------ | -------------- |
| | 紅色 （高） | 不宜前往                       | 如：嚴重暴動、進入戰爭或內戰狀態、已爆發戰爭內戰者、旅遊國已宣布採行國土安全措施及其他各國已進行撤僑行動者、核子事故、工業事故、環境衛生及健康條件嚴重惡化且有爆發大規模嚴重傳染性疾病之虞、恐怖份子活動區域或有恐怖份子嚴重威脅事件等，嚴重影響人身安全與旅遊便利者。                       | 日本福島縣（第一核電廠半徑30公里內區域及計畫避難區域） | 2012年11月12日 |
| 伊拉克 | 紅色 （高） | 不宜前往                       | 如：嚴重暴動、進入戰爭或內戰狀態、已爆發戰爭內戰者、旅遊國已宣布採行國土安全措施及其他各國已進行撤僑行動者、核子事故、工業事故、環境衛生及健康條件嚴重惡化且有爆發大規模嚴重傳染性疾病之虞、恐怖份子活動區域或有恐怖份子嚴重威脅事件等，嚴重影響人身安全與旅遊便利者。                       | 2012年11月13日                                         |                |
| 叙利亚 | 紅色 （高） | 不宜前往                       | 如：嚴重暴動、進入戰爭或內戰狀態、已爆發戰爭內戰者、旅遊國已宣布採行國土安全措施及其他各國已進行撤僑行動者、核子事故、工業事故、環境衛生及健康條件嚴重惡化且有爆發大規模嚴重傳染性疾病之虞、恐怖份子活動區域或有恐怖份子嚴重威脅事件等，嚴重影響人身安全與旅遊便利者。                       | 2012年11月13日                                         |                |
| 毛里塔尼亚 | 紅色 （高） | 不宜前往                       | 如：嚴重暴動、進入戰爭或內戰狀態、已爆發戰爭內戰者、旅遊國已宣布採行國土安全措施及其他各國已進行撤僑行動者、核子事故、工業事故、環境衛生及健康條件嚴重惡化且有爆發大規模嚴重傳染性疾病之虞、恐怖份子活動區域或有恐怖份子嚴重威脅事件等，嚴重影響人身安全與旅遊便利者。                       | 2013年1月25日                                          |                |
| 利比亞 | 紅色 （高） | 不宜前往                       | 如：嚴重暴動、進入戰爭或內戰狀態、已爆發戰爭內戰者、旅遊國已宣布採行國土安全措施及其他各國已進行撤僑行動者、核子事故、工業事故、環境衛生及健康條件嚴重惡化且有爆發大規模嚴重傳染性疾病之虞、恐怖份子活動區域或有恐怖份子嚴重威脅事件等，嚴重影響人身安全與旅遊便利者。                       | 2013年5月3日                                           |                |
| | 紅色 （高） | 不宜前往                       | 如：嚴重暴動、進入戰爭或內戰狀態、已爆發戰爭內戰者、旅遊國已宣布採行國土安全措施及其他各國已進行撤僑行動者、核子事故、工業事故、環境衛生及健康條件嚴重惡化且有爆發大規模嚴重傳染性疾病之虞、恐怖份子活動區域或有恐怖份子嚴重威脅事件等，嚴重影響人身安全與旅遊便利者。                       | 2013年5月16日                                          |                |
| 中非 | 紅色 （高） | 不宜前往                       | 如：嚴重暴動、進入戰爭或內戰狀態、已爆發戰爭內戰者、旅遊國已宣布採行國土安全措施及其他各國已進行撤僑行動者、核子事故、工業事故、環境衛生及健康條件嚴重惡化且有爆發大規模嚴重傳染性疾病之虞、恐怖份子活動區域或有恐怖份子嚴重威脅事件等，嚴重影響人身安全與旅遊便利者。                       | 2013年5月31日                                          |                |
| 伊朗 | 紅色 （高） | 不宜前往                       | 如：嚴重暴動、進入戰爭或內戰狀態、已爆發戰爭內戰者、旅遊國已宣布採行國土安全措施及其他各國已進行撤僑行動者、核子事故、工業事故、環境衛生及健康條件嚴重惡化且有爆發大規模嚴重傳染性疾病之虞、恐怖份子活動區域或有恐怖份子嚴重威脅事件等，嚴重影響人身安全與旅遊便利者。                       | 2013年5月31日                                          |                |
| | 紅色 （高） | 不宜前往                       | 如：嚴重暴動、進入戰爭或內戰狀態、已爆發戰爭內戰者、旅遊國已宣布採行國土安全措施及其他各國已進行撤僑行動者、核子事故、工業事故、環境衛生及健康條件嚴重惡化且有爆發大規模嚴重傳染性疾病之虞、恐怖份子活動區域或有恐怖份子嚴重威脅事件等，嚴重影響人身安全與旅遊便利者。                       | 2013年5月31日                                          |                |
| 尼日尔 | 紅色 （高） | 不宜前往                       | 如：嚴重暴動、進入戰爭或內戰狀態、已爆發戰爭內戰者、旅遊國已宣布採行國土安全措施及其他各國已進行撤僑行動者、核子事故、工業事故、環境衛生及健康條件嚴重惡化且有爆發大規模嚴重傳染性疾病之虞、恐怖份子活動區域或有恐怖份子嚴重威脅事件等，嚴重影響人身安全與旅遊便利者。                       | 2013年5月31日                                          |                |
| | 紅色 （高） | 不宜前往                       | 如：嚴重暴動、進入戰爭或內戰狀態、已爆發戰爭內戰者、旅遊國已宣布採行國土安全措施及其他各國已進行撤僑行動者、核子事故、工業事故、環境衛生及健康條件嚴重惡化且有爆發大規模嚴重傳染性疾病之虞、恐怖份子活動區域或有恐怖份子嚴重威脅事件等，嚴重影響人身安全與旅遊便利者。                       | 2013年5月31日                                          |                |
| 巴基斯坦 | 紅色 （高） | 不宜前往                       | 如：嚴重暴動、進入戰爭或內戰狀態、已爆發戰爭內戰者、旅遊國已宣布採行國土安全措施及其他各國已進行撤僑行動者、核子事故、工業事故、環境衛生及健康條件嚴重惡化且有爆發大規模嚴重傳染性疾病之虞、恐怖份子活動區域或有恐怖份子嚴重威脅事件等，嚴重影響人身安全與旅遊便利者。                       | 2013年6月14日                                          |                |
| 阿富汗 | 紅色 （高） | 不宜前往                       | 如：嚴重暴動、進入戰爭或內戰狀態、已爆發戰爭內戰者、旅遊國已宣布採行國土安全措施及其他各國已進行撤僑行動者、核子事故、工業事故、環境衛生及健康條件嚴重惡化且有爆發大規模嚴重傳染性疾病之虞、恐怖份子活動區域或有恐怖份子嚴重威脅事件等，嚴重影響人身安全與旅遊便利者。                       | 2013年6月17日                                          |                |
| 葉門 | 紅色 （高） | 不宜前往                       | 如：嚴重暴動、進入戰爭或內戰狀態、已爆發戰爭內戰者、旅遊國已宣布採行國土安全措施及其他各國已進行撤僑行動者、核子事故、工業事故、環境衛生及健康條件嚴重惡化且有爆發大規模嚴重傳染性疾病之虞、恐怖份子活動區域或有恐怖份子嚴重威脅事件等，嚴重影響人身安全與旅遊便利者。                       | 2013年6月17日                                          |                |
| 埃及 | 紅色 （高） | 不宜前往                       | 如：嚴重暴動、進入戰爭或內戰狀態、已爆發戰爭內戰者、旅遊國已宣布採行國土安全措施及其他各國已進行撤僑行動者、核子事故、工業事故、環境衛生及健康條件嚴重惡化且有爆發大規模嚴重傳染性疾病之虞、恐怖份子活動區域或有恐怖份子嚴重威脅事件等，嚴重影響人身安全與旅遊便利者。                       | 2013年7月4日                                           |                |
| 菲律賓 民答那峨島中部三寶顏半島及西部蘇祿群島                                                                   | 紅色 （高） | 不宜前往                       | 如：嚴重暴動、進入戰爭或內戰狀態、已爆發戰爭內戰者、旅遊國已宣布採行國土安全措施及其他各國已進行撤僑行動者、核子事故、工業事故、環境衛生及健康條件嚴重惡化且有爆發大規模嚴重傳染性疾病之虞、恐怖份子活動區域或有恐怖份子嚴重威脅事件等，嚴重影響人身安全與旅遊便利者。                       | 2013年9月17日                                          |                |
| 苏丹 | 紅色 （高） | 不宜前往                       | 如：嚴重暴動、進入戰爭或內戰狀態、已爆發戰爭內戰者、旅遊國已宣布採行國土安全措施及其他各國已進行撤僑行動者、核子事故、工業事故、環境衛生及健康條件嚴重惡化且有爆發大規模嚴重傳染性疾病之虞、恐怖份子活動區域或有恐怖份子嚴重威脅事件等，嚴重影響人身安全與旅遊便利者。                       | 2013年10月16日                                         |                |
| 乌克兰 頓內次克、盧甘斯克州                                                                                     | 紅色 （高） | 不宜前往                       | 如：嚴重暴動、進入戰爭或內戰狀態、已爆發戰爭內戰者、旅遊國已宣布採行國土安全措施及其他各國已進行撤僑行動者、核子事故、工業事故、環境衛生及健康條件嚴重惡化且有爆發大規模嚴重傳染性疾病之虞、恐怖份子活動區域或有恐怖份子嚴重威脅事件等，嚴重影響人身安全與旅遊便利者。                       | 2014年3月4日                                           |                |
| 沙烏地阿拉伯 沙國與葉門邊界地區納季蘭                                                                           | 紅色 （高） | 不宜前往                       | 如：嚴重暴動、進入戰爭或內戰狀態、已爆發戰爭內戰者、旅遊國已宣布採行國土安全措施及其他各國已進行撤僑行動者、核子事故、工業事故、環境衛生及健康條件嚴重惡化且有爆發大規模嚴重傳染性疾病之虞、恐怖份子活動區域或有恐怖份子嚴重威脅事件等，嚴重影響人身安全與旅遊便利者。                       | 2015年11月24日                                         |                |
| 土耳其 東南部與敘利亞交界省份地區                                                                               | 紅色 （高） | 不宜前往                       | 如：嚴重暴動、進入戰爭或內戰狀態、已爆發戰爭內戰者、旅遊國已宣布採行國土安全措施及其他各國已進行撤僑行動者、核子事故、工業事故、環境衛生及健康條件嚴重惡化且有爆發大規模嚴重傳染性疾病之虞、恐怖份子活動區域或有恐怖份子嚴重威脅事件等，嚴重影響人身安全與旅遊便利者。                       | 2016年7月16日                                          |                |
| 泰國 柬埔寨 | 紅色 （高） | 不宜前往                       | 如：嚴重暴動、進入戰爭或內戰狀態、已爆發戰爭內戰者、旅遊國已宣布採行國土安全措施及其他各國已進行撤僑行動者、核子事故、工業事故、環境衛生及健康條件嚴重惡化且有爆發大規模嚴重傳染性疾病之虞、恐怖份子活動區域或有恐怖份子嚴重威脅事件等，嚴重影響人身安全與旅遊便利者。                       | 2022年8月至今                                          |                |
| | 橙色 （中） | 高度小心，避免非必要旅行       | 如：發生政變、政局極度不穩、暴力武裝區域持續擴大者、搶劫、偷竊或槍殺事件持續增加者、難（饑）民人數持續增加者、示威遊行頻繁、可靠資訊顯示恐怖份子指定行動區域、環境衛生及健康條件嚴重惡化有爆發區域性嚴重傳染性疾病之虞、突發重大天災事件等，足以影響人身安全與旅遊便利者，應避免非必要旅行。 | 南蘇丹                                                 | 2012年4月27日  |
| 泰國 | 橙色 （中） | 高度小心，避免非必要旅行       | 如：發生政變、政局極度不穩、暴力武裝區域持續擴大者、搶劫、偷竊或槍殺事件持續增加者、難（饑）民人數持續增加者、示威遊行頻繁、可靠資訊顯示恐怖份子指定行動區域、環境衛生及健康條件嚴重惡化有爆發區域性嚴重傳染性疾病之虞、突發重大天災事件等，足以影響人身安全與旅遊便利者，應避免非必要旅行。 | 2012年5月14日                                          |                |
| | 橙色 （中） | 高度小心，避免非必要旅行       | 如：發生政變、政局極度不穩、暴力武裝區域持續擴大者、搶劫、偷竊或槍殺事件持續增加者、難（饑）民人數持續增加者、示威遊行頻繁、可靠資訊顯示恐怖份子指定行動區域、環境衛生及健康條件嚴重惡化有爆發區域性嚴重傳染性疾病之虞、突發重大天災事件等，足以影響人身安全與旅遊便利者，應避免非必要旅行。 | 2012年5月18日                                          |                |
| 马达加斯加 | 橙色 （中） | 高度小心，避免非必要旅行       | 如：發生政變、政局極度不穩、暴力武裝區域持續擴大者、搶劫、偷竊或槍殺事件持續增加者、難（饑）民人數持續增加者、示威遊行頻繁、可靠資訊顯示恐怖份子指定行動區域、環境衛生及健康條件嚴重惡化有爆發區域性嚴重傳染性疾病之虞、突發重大天災事件等，足以影響人身安全與旅遊便利者，應避免非必要旅行。 | 2012年5月18日                                          |                |
| 辛巴威 | 橙色 （中） | 高度小心，避免非必要旅行       | 如：發生政變、政局極度不穩、暴力武裝區域持續擴大者、搶劫、偷竊或槍殺事件持續增加者、難（饑）民人數持續增加者、示威遊行頻繁、可靠資訊顯示恐怖份子指定行動區域、環境衛生及健康條件嚴重惡化有爆發區域性嚴重傳染性疾病之虞、突發重大天災事件等，足以影響人身安全與旅遊便利者，應避免非必要旅行。 | 2012年5月18日                                          |                |
| 泰國 南疆（陶公府、耶拉府、宋卡府及北大年府）                                                                   | 橙色 （中） | 高度小心，避免非必要旅行       | 如：發生政變、政局極度不穩、暴力武裝區域持續擴大者、搶劫、偷竊或槍殺事件持續增加者、難（饑）民人數持續增加者、示威遊行頻繁、可靠資訊顯示恐怖份子指定行動區域、環境衛生及健康條件嚴重惡化有爆發區域性嚴重傳染性疾病之虞、突發重大天災事件等，足以影響人身安全與旅遊便利者，應避免非必要旅行。 | 2012年9月5日                                           |                |
| 布吉納法索 尼日尔 布國北部及東部地區至馬利─尼日邊境                                                             | 橙色 （中） | 高度小心，避免非必要旅行       | 如：發生政變、政局極度不穩、暴力武裝區域持續擴大者、搶劫、偷竊或槍殺事件持續增加者、難（饑）民人數持續增加者、示威遊行頻繁、可靠資訊顯示恐怖份子指定行動區域、環境衛生及健康條件嚴重惡化有爆發區域性嚴重傳染性疾病之虞、突發重大天災事件等，足以影響人身安全與旅遊便利者，應避免非必要旅行。 | 2012年10月18日                                         |                |
| | 橙色 （中） | 高度小心，避免非必要旅行       | 如：發生政變、政局極度不穩、暴力武裝區域持續擴大者、搶劫、偷竊或槍殺事件持續增加者、難（饑）民人數持續增加者、示威遊行頻繁、可靠資訊顯示恐怖份子指定行動區域、環境衛生及健康條件嚴重惡化有爆發區域性嚴重傳染性疾病之虞、突發重大天災事件等，足以影響人身安全與旅遊便利者，應避免非必要旅行。 | 2012年10月24日                                         |                |
| 菲律賓 民答那峨島除中部三寶顏半島及西部蘇祿群島地區                                                             | 橙色 （中） | 高度小心，避免非必要旅行       | 如：發生政變、政局極度不穩、暴力武裝區域持續擴大者、搶劫、偷竊或槍殺事件持續增加者、難（饑）民人數持續增加者、示威遊行頻繁、可靠資訊顯示恐怖份子指定行動區域、環境衛生及健康條件嚴重惡化有爆發區域性嚴重傳染性疾病之虞、突發重大天災事件等，足以影響人身安全與旅遊便利者，應避免非必要旅行。 | 2012年11月7日                                          |                |
| 刚果民主共和国                                                                                                  | 橙色 （中） | 高度小心，避免非必要旅行       | 如：發生政變、政局極度不穩、暴力武裝區域持續擴大者、搶劫、偷竊或槍殺事件持續增加者、難（饑）民人數持續增加者、示威遊行頻繁、可靠資訊顯示恐怖份子指定行動區域、環境衛生及健康條件嚴重惡化有爆發區域性嚴重傳染性疾病之虞、突發重大天災事件等，足以影響人身安全與旅遊便利者，應避免非必要旅行。 | 2012年12月13日                                         |                |
| 刚果共和国 | 橙色 （中） | 高度小心，避免非必要旅行       | 如：發生政變、政局極度不穩、暴力武裝區域持續擴大者、搶劫、偷竊或槍殺事件持續增加者、難（饑）民人數持續增加者、示威遊行頻繁、可靠資訊顯示恐怖份子指定行動區域、環境衛生及健康條件嚴重惡化有爆發區域性嚴重傳染性疾病之虞、突發重大天災事件等，足以影響人身安全與旅遊便利者，應避免非必要旅行。 | 2012年12月13日                                         |                |
| 卢旺达 | 橙色 （中） | 高度小心，避免非必要旅行       | 如：發生政變、政局極度不穩、暴力武裝區域持續擴大者、搶劫、偷竊或槍殺事件持續增加者、難（饑）民人數持續增加者、示威遊行頻繁、可靠資訊顯示恐怖份子指定行動區域、環境衛生及健康條件嚴重惡化有爆發區域性嚴重傳染性疾病之虞、突發重大天災事件等，足以影響人身安全與旅遊便利者，應避免非必要旅行。 | 2013年4月1日                                           |                |
| 朝鮮民主主義人民共和國                                                                                          | 橙色 （中） | 高度小心，避免非必要旅行       | 如：發生政變、政局極度不穩、暴力武裝區域持續擴大者、搶劫、偷竊或槍殺事件持續增加者、難（饑）民人數持續增加者、示威遊行頻繁、可靠資訊顯示恐怖份子指定行動區域、環境衛生及健康條件嚴重惡化有爆發區域性嚴重傳染性疾病之虞、突發重大天災事件等，足以影響人身安全與旅遊便利者，應避免非必要旅行。 | 2013年4月3日                                           |                |
| 喀麦隆（北部極北省、北省及東省接近中非地區、西北省、西南省Bakassi半島）                                         | 橙色 （中） | 高度小心，避免非必要旅行       | 如：發生政變、政局極度不穩、暴力武裝區域持續擴大者、搶劫、偷竊或槍殺事件持續增加者、難（饑）民人數持續增加者、示威遊行頻繁、可靠資訊顯示恐怖份子指定行動區域、環境衛生及健康條件嚴重惡化有爆發區域性嚴重傳染性疾病之虞、突發重大天災事件等，足以影響人身安全與旅遊便利者，應避免非必要旅行。 | 2013年4月22日                                          |                |
| 奈及利亞 | 橙色 （中） | 高度小心，避免非必要旅行       | 如：發生政變、政局極度不穩、暴力武裝區域持續擴大者、搶劫、偷竊或槍殺事件持續增加者、難（饑）民人數持續增加者、示威遊行頻繁、可靠資訊顯示恐怖份子指定行動區域、環境衛生及健康條件嚴重惡化有爆發區域性嚴重傳染性疾病之虞、突發重大天災事件等，足以影響人身安全與旅遊便利者，應避免非必要旅行。 | 2013年4月22日                                          |                |
| 东帝汶 | 橙色 （中） | 高度小心，避免非必要旅行       | 如：發生政變、政局極度不穩、暴力武裝區域持續擴大者、搶劫、偷竊或槍殺事件持續增加者、難（饑）民人數持續增加者、示威遊行頻繁、可靠資訊顯示恐怖份子指定行動區域、環境衛生及健康條件嚴重惡化有爆發區域性嚴重傳染性疾病之虞、突發重大天災事件等，足以影響人身安全與旅遊便利者，應避免非必要旅行。 | 2013年4月23日                                          |                |
| 印度 東北省份（阿薩姆邦、曼尼普爾邦、那加蘭邦及特里普拉邦）                                                     | 橙色 （中） | 高度小心，避免非必要旅行       | 如：發生政變、政局極度不穩、暴力武裝區域持續擴大者、搶劫、偷竊或槍殺事件持續增加者、難（饑）民人數持續增加者、示威遊行頻繁、可靠資訊顯示恐怖份子指定行動區域、環境衛生及健康條件嚴重惡化有爆發區域性嚴重傳染性疾病之虞、突發重大天災事件等，足以影響人身安全與旅遊便利者，應避免非必要旅行。 | 2013年4月25日                                          |                |
| 印度 巴基斯坦 印度-巴基斯坦邊界（加穆及喀什米爾）                                                               | 橙色 （中） | 高度小心，避免非必要旅行       | 如：發生政變、政局極度不穩、暴力武裝區域持續擴大者、搶劫、偷竊或槍殺事件持續增加者、難（饑）民人數持續增加者、示威遊行頻繁、可靠資訊顯示恐怖份子指定行動區域、環境衛生及健康條件嚴重惡化有爆發區域性嚴重傳染性疾病之虞、突發重大天災事件等，足以影響人身安全與旅遊便利者，應避免非必要旅行。 | 2013年4月25日                                          |                |
| 尼泊尔 | 橙色 （中） | 高度小心，避免非必要旅行       | 如：發生政變、政局極度不穩、暴力武裝區域持續擴大者、搶劫、偷竊或槍殺事件持續增加者、難（饑）民人數持續增加者、示威遊行頻繁、可靠資訊顯示恐怖份子指定行動區域、環境衛生及健康條件嚴重惡化有爆發區域性嚴重傳染性疾病之虞、突發重大天災事件等，足以影響人身安全與旅遊便利者，應避免非必要旅行。 | 2013年4月25日                                          |                |
| 巴林 | 橙色 （中） | 高度小心，避免非必要旅行       | 如：發生政變、政局極度不穩、暴力武裝區域持續擴大者、搶劫、偷竊或槍殺事件持續增加者、難（饑）民人數持續增加者、示威遊行頻繁、可靠資訊顯示恐怖份子指定行動區域、環境衛生及健康條件嚴重惡化有爆發區域性嚴重傳染性疾病之虞、突發重大天災事件等，足以影響人身安全與旅遊便利者，應避免非必要旅行。 | 2013年5月1日                                           |                |
| 埃及 （西奈半島）                                                                                               | 橙色 （中） | 高度小心，避免非必要旅行       | 如：發生政變、政局極度不穩、暴力武裝區域持續擴大者、搶劫、偷竊或槍殺事件持續增加者、難（饑）民人數持續增加者、示威遊行頻繁、可靠資訊顯示恐怖份子指定行動區域、環境衛生及健康條件嚴重惡化有爆發區域性嚴重傳染性疾病之虞、突發重大天災事件等，足以影響人身安全與旅遊便利者，應避免非必要旅行。 | 2013年5月9日                                           |                |
| | 橙色 （中） | 高度小心，避免非必要旅行       | 如：發生政變、政局極度不穩、暴力武裝區域持續擴大者、搶劫、偷竊或槍殺事件持續增加者、難（饑）民人數持續增加者、示威遊行頻繁、可靠資訊顯示恐怖份子指定行動區域、環境衛生及健康條件嚴重惡化有爆發區域性嚴重傳染性疾病之虞、突發重大天災事件等，足以影響人身安全與旅遊便利者，應避免非必要旅行。 | 2013年5月31日                                          |                |
| | 橙色 （中） | 高度小心，避免非必要旅行       | 如：發生政變、政局極度不穩、暴力武裝區域持續擴大者、搶劫、偷竊或槍殺事件持續增加者、難（饑）民人數持續增加者、示威遊行頻繁、可靠資訊顯示恐怖份子指定行動區域、環境衛生及健康條件嚴重惡化有爆發區域性嚴重傳染性疾病之虞、突發重大天災事件等，足以影響人身安全與旅遊便利者，應避免非必要旅行。 | 2013年5月31日                                          |                |
| | 橙色 （中） | 高度小心，避免非必要旅行       | 如：發生政變、政局極度不穩、暴力武裝區域持續擴大者、搶劫、偷竊或槍殺事件持續增加者、難（饑）民人數持續增加者、示威遊行頻繁、可靠資訊顯示恐怖份子指定行動區域、環境衛生及健康條件嚴重惡化有爆發區域性嚴重傳染性疾病之虞、突發重大天災事件等，足以影響人身安全與旅遊便利者，應避免非必要旅行。 | 2013年6月25日                                          |                |
| 埃及 （開羅、亞歷山卓及賽德港）                                                                                 | 橙色 （中） | 高度小心，避免非必要旅行       | 如：發生政變、政局極度不穩、暴力武裝區域持續擴大者、搶劫、偷竊或槍殺事件持續增加者、難（饑）民人數持續增加者、示威遊行頻繁、可靠資訊顯示恐怖份子指定行動區域、環境衛生及健康條件嚴重惡化有爆發區域性嚴重傳染性疾病之虞、突發重大天災事件等，足以影響人身安全與旅遊便利者，應避免非必要旅行。 | 2013年6月30日                                          |                |
| 印度 低度開發之中部及東部州屬鄉間地區（比哈爾邦、賈坎德邦、恰蒂斯加爾邦、馬哈拉施特拉邦、奧里薩邦及西孟加拉邦） | 橙色 （中） | 高度小心，避免非必要旅行       | 如：發生政變、政局極度不穩、暴力武裝區域持續擴大者、搶劫、偷竊或槍殺事件持續增加者、難（饑）民人數持續增加者、示威遊行頻繁、可靠資訊顯示恐怖份子指定行動區域、環境衛生及健康條件嚴重惡化有爆發區域性嚴重傳染性疾病之虞、突發重大天災事件等，足以影響人身安全與旅遊便利者，應避免非必要旅行。 | 2013年7月1日                                           |                |
| | 橙色 （中） | 高度小心，避免非必要旅行       | 如：發生政變、政局極度不穩、暴力武裝區域持續擴大者、搶劫、偷竊或槍殺事件持續增加者、難（饑）民人數持續增加者、示威遊行頻繁、可靠資訊顯示恐怖份子指定行動區域、環境衛生及健康條件嚴重惡化有爆發區域性嚴重傳染性疾病之虞、突發重大天災事件等，足以影響人身安全與旅遊便利者，應避免非必要旅行。 | 2013年9月26日                                          |                |
| 菲律賓 雷伊泰省                                                                                                 | 橙色 （中） | 高度小心，避免非必要旅行       | 如：發生政變、政局極度不穩、暴力武裝區域持續擴大者、搶劫、偷竊或槍殺事件持續增加者、難（饑）民人數持續增加者、示威遊行頻繁、可靠資訊顯示恐怖份子指定行動區域、環境衛生及健康條件嚴重惡化有爆發區域性嚴重傳染性疾病之虞、突發重大天災事件等，足以影響人身安全與旅遊便利者，應避免非必要旅行。 | 2013年11月14日                                         |                |
| 马来西亚 沙巴州東海岸地區                                                                                       | 橙色 （中） | 高度小心，避免非必要旅行       | 如：發生政變、政局極度不穩、暴力武裝區域持續擴大者、搶劫、偷竊或槍殺事件持續增加者、難（饑）民人數持續增加者、示威遊行頻繁、可靠資訊顯示恐怖份子指定行動區域、環境衛生及健康條件嚴重惡化有爆發區域性嚴重傳染性疾病之虞、突發重大天災事件等，足以影響人身安全與旅遊便利者，應避免非必要旅行。 | 2013年11月15日                                         |                |
| 乌克兰 | 橙色 （中） | 高度小心，避免非必要旅行       | 如：發生政變、政局極度不穩、暴力武裝區域持續擴大者、搶劫、偷竊或槍殺事件持續增加者、難（饑）民人數持續增加者、示威遊行頻繁、可靠資訊顯示恐怖份子指定行動區域、環境衛生及健康條件嚴重惡化有爆發區域性嚴重傳染性疾病之虞、突發重大天災事件等，足以影響人身安全與旅遊便利者，應避免非必要旅行。 | 2014年7月11日                                          |                |
| 沙烏地阿拉伯 | 橙色 （中） | 高度小心，避免非必要旅行       | 如：發生政變、政局極度不穩、暴力武裝區域持續擴大者、搶劫、偷竊或槍殺事件持續增加者、難（饑）民人數持續增加者、示威遊行頻繁、可靠資訊顯示恐怖份子指定行動區域、環境衛生及健康條件嚴重惡化有爆發區域性嚴重傳染性疾病之虞、突發重大天災事件等，足以影響人身安全與旅遊便利者，應避免非必要旅行。 | 2015年6月1日                                           |                |
| | 黃色 （低） | 特別注意旅遊安全並檢討應否前往 | 如：政局不穩、治安不佳、搶劫、偷竊、罷工事件頻傳、突發性之缺糧、乾旱、缺水、缺電、交通或通訊不便、環境衛生及健康條件惡化、恐怖份子輕度威脅區域等，可能影響人身健康及安全者，應高度警覺特別注意旅遊安全並檢討應否前往。                                                                       | 委內瑞拉                                               | 2009年7月8日   |
| 巴西 | 黃色 （低） | 特別注意旅遊安全並檢討應否前往 | 如：政局不穩、治安不佳、搶劫、偷竊、罷工事件頻傳、突發性之缺糧、乾旱、缺水、缺電、交通或通訊不便、環境衛生及健康條件惡化、恐怖份子輕度威脅區域等，可能影響人身健康及安全者，應高度警覺特別注意旅遊安全並檢討應否前往。                                                                       | 2012年4月19日                                          |                |
| 南非 | 黃色 （低） | 特別注意旅遊安全並檢討應否前往 | 如：政局不穩、治安不佳、搶劫、偷竊、罷工事件頻傳、突發性之缺糧、乾旱、缺水、缺電、交通或通訊不便、環境衛生及健康條件惡化、恐怖份子輕度威脅區域等，可能影響人身健康及安全者，應高度警覺特別注意旅遊安全並檢討應否前往。                                                                       | 2012年5月16日                                          |                |
| 利比里亚 | 黃色 （低） | 特別注意旅遊安全並檢討應否前往 | 如：政局不穩、治安不佳、搶劫、偷竊、罷工事件頻傳、突發性之缺糧、乾旱、缺水、缺電、交通或通訊不便、環境衛生及健康條件惡化、恐怖份子輕度威脅區域等，可能影響人身健康及安全者，應高度警覺特別注意旅遊安全並檢討應否前往。                                                                       | 2012年10月24日                                         |                |
| | 黃色 （低） | 特別注意旅遊安全並檢討應否前往 | 如：政局不穩、治安不佳、搶劫、偷竊、罷工事件頻傳、突發性之缺糧、乾旱、缺水、缺電、交通或通訊不便、環境衛生及健康條件惡化、恐怖份子輕度威脅區域等，可能影響人身健康及安全者，應高度警覺特別注意旅遊安全並檢討應否前往。                                                                       | 2012年10月24日                                         |                |
| 斯里蘭卡 | 黃色 （低） | 特別注意旅遊安全並檢討應否前往 | 如：政局不穩、治安不佳、搶劫、偷竊、罷工事件頻傳、突發性之缺糧、乾旱、缺水、缺電、交通或通訊不便、環境衛生及健康條件惡化、恐怖份子輕度威脅區域等，可能影響人身健康及安全者，應高度警覺特別注意旅遊安全並檢討應否前往。                                                                       | 2012年10月31日                                         |                |
| | 黃色 （低） | 特別注意旅遊安全並檢討應否前往 | 如：政局不穩、治安不佳、搶劫、偷竊、罷工事件頻傳、突發性之缺糧、乾旱、缺水、缺電、交通或通訊不便、環境衛生及健康條件惡化、恐怖份子輕度威脅區域等，可能影響人身健康及安全者，應高度警覺特別注意旅遊安全並檢討應否前往。                                                                       | 2012年11月7日                                          |                |
| 哥伦比亚 | 黃色 （低） | 特別注意旅遊安全並檢討應否前往 | 如：政局不穩、治安不佳、搶劫、偷竊、罷工事件頻傳、突發性之缺糧、乾旱、缺水、缺電、交通或通訊不便、環境衛生及健康條件惡化、恐怖份子輕度威脅區域等，可能影響人身健康及安全者，應高度警覺特別注意旅遊安全並檢討應否前往。                                                                       | 2013年1月21日                                          |                |
| 緬甸 若開邦 | 黃色 （低） | 特別注意旅遊安全並檢討應否前往 | 如：政局不穩、治安不佳、搶劫、偷竊、罷工事件頻傳、突發性之缺糧、乾旱、缺水、缺電、交通或通訊不便、環境衛生及健康條件惡化、恐怖份子輕度威脅區域等，可能影響人身健康及安全者，應高度警覺特別注意旅遊安全並檢討應否前往。                                                                       | 2013年4月12日                                          |                |
| 緬甸 曼德勒省                                                                                                   | 黃色 （低） | 特別注意旅遊安全並檢討應否前往 | 如：政局不穩、治安不佳、搶劫、偷竊、罷工事件頻傳、突發性之缺糧、乾旱、缺水、缺電、交通或通訊不便、環境衛生及健康條件惡化、恐怖份子輕度威脅區域等，可能影響人身健康及安全者，應高度警覺特別注意旅遊安全並檢討應否前往。                                                                       | 2013年4月12日                                          |                |
| 緬甸 | 黃色 （低） | 特別注意旅遊安全並檢討應否前往 | 如：政局不穩、治安不佳、搶劫、偷竊、罷工事件頻傳、突發性之缺糧、乾旱、缺水、缺電、交通或通訊不便、環境衛生及健康條件惡化、恐怖份子輕度威脅區域等，可能影響人身健康及安全者，應高度警覺特別注意旅遊安全並檢討應否前往。                                                                       | 2013年4月16日                                          |                |
| 千里達及托巴哥                                                                                                  | 黃色 （低） | 特別注意旅遊安全並檢討應否前往 | 如：政局不穩、治安不佳、搶劫、偷竊、罷工事件頻傳、突發性之缺糧、乾旱、缺水、缺電、交通或通訊不便、環境衛生及健康條件惡化、恐怖份子輕度威脅區域等，可能影響人身健康及安全者，應高度警覺特別注意旅遊安全並檢討應否前往。                                                                       | 2013年4月17日                                          |                |
| 巴西 聖保羅 | 黃色 （低） | 特別注意旅遊安全並檢討應否前往 | 如：政局不穩、治安不佳、搶劫、偷竊、罷工事件頻傳、突發性之缺糧、乾旱、缺水、缺電、交通或通訊不便、環境衛生及健康條件惡化、恐怖份子輕度威脅區域等，可能影響人身健康及安全者，應高度警覺特別注意旅遊安全並檢討應否前往。                                                                       | 2013年4月19日                                          |                |
| 喀麦隆 （西南省、海岸省及南省瀕臨幾內亞灣海岸地帶）                                                             | 黃色 （低） | 特別注意旅遊安全並檢討應否前往 | 如：政局不穩、治安不佳、搶劫、偷竊、罷工事件頻傳、突發性之缺糧、乾旱、缺水、缺電、交通或通訊不便、環境衛生及健康條件惡化、恐怖份子輕度威脅區域等，可能影響人身健康及安全者，應高度警覺特別注意旅遊安全並檢討應否前往。                                                                       | 2013年4月22日                                          |                |
| 以色列 | 黃色 （低） | 特別注意旅遊安全並檢討應否前往 | 如：政局不穩、治安不佳、搶劫、偷竊、罷工事件頻傳、突發性之缺糧、乾旱、缺水、缺電、交通或通訊不便、環境衛生及健康條件惡化、恐怖份子輕度威脅區域等，可能影響人身健康及安全者，應高度警覺特別注意旅遊安全並檢討應否前往。                                                                       | 2013年4月22日                                          |                |
| 印度尼西亞 | 黃色 （低） | 特別注意旅遊安全並檢討應否前往 | 如：政局不穩、治安不佳、搶劫、偷竊、罷工事件頻傳、突發性之缺糧、乾旱、缺水、缺電、交通或通訊不便、環境衛生及健康條件惡化、恐怖份子輕度威脅區域等，可能影響人身健康及安全者，應高度警覺特別注意旅遊安全並檢討應否前往。                                                                       | 2013年4月23日                                          |                |
| | 黃色 （低） | 特別注意旅遊安全並檢討應否前往 | 如：政局不穩、治安不佳、搶劫、偷竊、罷工事件頻傳、突發性之缺糧、乾旱、缺水、缺電、交通或通訊不便、環境衛生及健康條件惡化、恐怖份子輕度威脅區域等，可能影響人身健康及安全者，應高度警覺特別注意旅遊安全並檢討應否前往。                                                                       | 2013年4月25日                                          |                |
| 印度 印度全境及新德里、孟買、加爾各答                                                                           | 黃色 （低） | 特別注意旅遊安全並檢討應否前往 | 如：政局不穩、治安不佳、搶劫、偷竊、罷工事件頻傳、突發性之缺糧、乾旱、缺水、缺電、交通或通訊不便、環境衛生及健康條件惡化、恐怖份子輕度威脅區域等，可能影響人身健康及安全者，應高度警覺特別注意旅遊安全並檢討應否前往。                                                                       | 2013年4月25日                                          |                |
| 印度 錫金 | 黃色 （低） | 特別注意旅遊安全並檢討應否前往 | 如：政局不穩、治安不佳、搶劫、偷竊、罷工事件頻傳、突發性之缺糧、乾旱、缺水、缺電、交通或通訊不便、環境衛生及健康條件惡化、恐怖份子輕度威脅區域等，可能影響人身健康及安全者，應高度警覺特別注意旅遊安全並檢討應否前往。                                                                       | 2013年4月25日                                          |                |
| 阿根廷 | 黃色 （低） | 特別注意旅遊安全並檢討應否前往 | 如：政局不穩、治安不佳、搶劫、偷竊、罷工事件頻傳、突發性之缺糧、乾旱、缺水、缺電、交通或通訊不便、環境衛生及健康條件惡化、恐怖份子輕度威脅區域等，可能影響人身健康及安全者，應高度警覺特別注意旅遊安全並檢討應否前往。                                                                       | 2013年5月2日                                           |                |
| 几内亚 | 黃色 （低） | 特別注意旅遊安全並檢討應否前往 | 如：政局不穩、治安不佳、搶劫、偷竊、罷工事件頻傳、突發性之缺糧、乾旱、缺水、缺電、交通或通訊不便、環境衛生及健康條件惡化、恐怖份子輕度威脅區域等，可能影響人身健康及安全者，應高度警覺特別注意旅遊安全並檢討應否前往。                                                                       | 2013年5月3日                                           |                |
| 突尼西亞 | 黃色 （低） | 特別注意旅遊安全並檢討應否前往 | 如：政局不穩、治安不佳、搶劫、偷竊、罷工事件頻傳、突發性之缺糧、乾旱、缺水、缺電、交通或通訊不便、環境衛生及健康條件惡化、恐怖份子輕度威脅區域等，可能影響人身健康及安全者，應高度警覺特別注意旅遊安全並檢討應否前往。                                                                       | 2013年5月3日                                           |                |
| 阿尔及利亚 | 黃色 （低） | 特別注意旅遊安全並檢討應否前往 | 如：政局不穩、治安不佳、搶劫、偷竊、罷工事件頻傳、突發性之缺糧、乾旱、缺水、缺電、交通或通訊不便、環境衛生及健康條件惡化、恐怖份子輕度威脅區域等，可能影響人身健康及安全者，應高度警覺特別注意旅遊安全並檢討應否前往。                                                                       | 2013年5月9日                                           |                |
| 黎巴嫩 | 黃色 （低） | 特別注意旅遊安全並檢討應否前往 | 如：政局不穩、治安不佳、搶劫、偷竊、罷工事件頻傳、突發性之缺糧、乾旱、缺水、缺電、交通或通訊不便、環境衛生及健康條件惡化、恐怖份子輕度威脅區域等，可能影響人身健康及安全者，應高度警覺特別注意旅遊安全並檢討應否前往。                                                                       | 2013年5月9日                                           |                |
| 安哥拉 | 黃色 （低） | 特別注意旅遊安全並檢討應否前往 | 如：政局不穩、治安不佳、搶劫、偷竊、罷工事件頻傳、突發性之缺糧、乾旱、缺水、缺電、交通或通訊不便、環境衛生及健康條件惡化、恐怖份子輕度威脅區域等，可能影響人身健康及安全者，應高度警覺特別注意旅遊安全並檢討應否前往。                                                                       | 2013年5月16日                                          |                |
| | 黃色 （低） | 特別注意旅遊安全並檢討應否前往 | 如：政局不穩、治安不佳、搶劫、偷竊、罷工事件頻傳、突發性之缺糧、乾旱、缺水、缺電、交通或通訊不便、環境衛生及健康條件惡化、恐怖份子輕度威脅區域等，可能影響人身健康及安全者，應高度警覺特別注意旅遊安全並檢討應否前往。                                                                       | 2013年5月16日                                          |                |
| 尚比亞 | 黃色 （低） | 特別注意旅遊安全並檢討應否前往 | 如：政局不穩、治安不佳、搶劫、偷竊、罷工事件頻傳、突發性之缺糧、乾旱、缺水、缺電、交通或通訊不便、環境衛生及健康條件惡化、恐怖份子輕度威脅區域等，可能影響人身健康及安全者，應高度警覺特別注意旅遊安全並檢討應否前往。                                                                       | 2013年5月16日                                          |                |
| 薩爾瓦多 | 黃色 （低） | 特別注意旅遊安全並檢討應否前往 | 如：政局不穩、治安不佳、搶劫、偷竊、罷工事件頻傳、突發性之缺糧、乾旱、缺水、缺電、交通或通訊不便、環境衛生及健康條件惡化、恐怖份子輕度威脅區域等，可能影響人身健康及安全者，應高度警覺特別注意旅遊安全並檢討應否前往。                                                                       | 2013年5月24日                                          |                |
| 印度 南方省海德拉巴市                                                                                           | 黃色 （低） | 特別注意旅遊安全並檢討應否前往 | 如：政局不穩、治安不佳、搶劫、偷竊、罷工事件頻傳、突發性之缺糧、乾旱、缺水、缺電、交通或通訊不便、環境衛生及健康條件惡化、恐怖份子輕度威脅區域等，可能影響人身健康及安全者，應高度警覺特別注意旅遊安全並檢討應否前往。                                                                       | 2013年5月27日                                          |                |
| 印度 塔納塔卡省班加羅爾市                                                                                       | 黃色 （低） | 特別注意旅遊安全並檢討應否前往 | 如：政局不穩、治安不佳、搶劫、偷竊、罷工事件頻傳、突發性之缺糧、乾旱、缺水、缺電、交通或通訊不便、環境衛生及健康條件惡化、恐怖份子輕度威脅區域等，可能影響人身健康及安全者，應高度警覺特別注意旅遊安全並檢討應否前往。                                                                       | 2013年5月27日                                          |                |
| 古巴 | 黃色 （低） | 特別注意旅遊安全並檢討應否前往 | 如：政局不穩、治安不佳、搶劫、偷竊、罷工事件頻傳、突發性之缺糧、乾旱、缺水、缺電、交通或通訊不便、環境衛生及健康條件惡化、恐怖份子輕度威脅區域等，可能影響人身健康及安全者，應高度警覺特別注意旅遊安全並檢討應否前往。                                                                       | 2013年5月28日                                          |                |
| 海地 | 黃色 （低） | 特別注意旅遊安全並檢討應否前往 | 如：政局不穩、治安不佳、搶劫、偷竊、罷工事件頻傳、突發性之缺糧、乾旱、缺水、缺電、交通或通訊不便、環境衛生及健康條件惡化、恐怖份子輕度威脅區域等，可能影響人身健康及安全者，應高度警覺特別注意旅遊安全並檢討應否前往。                                                                       | 2013年5月28日                                          |                |
| 加彭 | 黃色 （低） | 特別注意旅遊安全並檢討應否前往 | 如：政局不穩、治安不佳、搶劫、偷竊、罷工事件頻傳、突發性之缺糧、乾旱、缺水、缺電、交通或通訊不便、環境衛生及健康條件惡化、恐怖份子輕度威脅區域等，可能影響人身健康及安全者，應高度警覺特別注意旅遊安全並檢討應否前往。                                                                       | 2013年5月29日                                          |                |
| 汕埠市 | 黃色 （低） | 特別注意旅遊安全並檢討應否前往 | 如：政局不穩、治安不佳、搶劫、偷竊、罷工事件頻傳、突發性之缺糧、乾旱、缺水、缺電、交通或通訊不便、環境衛生及健康條件惡化、恐怖份子輕度威脅區域等，可能影響人身健康及安全者，應高度警覺特別注意旅遊安全並檢討應否前往。                                                                       | 2013年5月29日                                          |                |
| 俄羅斯 | 黃色 （低） | 特別注意旅遊安全並檢討應否前往 | 如：政局不穩、治安不佳、搶劫、偷竊、罷工事件頻傳、突發性之缺糧、乾旱、缺水、缺電、交通或通訊不便、環境衛生及健康條件惡化、恐怖份子輕度威脅區域等，可能影響人身健康及安全者，應高度警覺特別注意旅遊安全並檢討應否前往。                                                                       | 2013年5月29日                                          |                |
| 西班牙 | 黃色 （低） | 特別注意旅遊安全並檢討應否前往 | 如：政局不穩、治安不佳、搶劫、偷竊、罷工事件頻傳、突發性之缺糧、乾旱、缺水、缺電、交通或通訊不便、環境衛生及健康條件惡化、恐怖份子輕度威脅區域等，可能影響人身健康及安全者，應高度警覺特別注意旅遊安全並檢討應否前往。                                                                       | 2013年5月30日                                          |                |
| 所罗门群岛 | 黃色 （低） | 特別注意旅遊安全並檢討應否前往 | 如：政局不穩、治安不佳、搶劫、偷竊、罷工事件頻傳、突發性之缺糧、乾旱、缺水、缺電、交通或通訊不便、環境衛生及健康條件惡化、恐怖份子輕度威脅區域等，可能影響人身健康及安全者，應高度警覺特別注意旅遊安全並檢討應否前往。                                                                       | 2013年5月30日                                          |                |
| 多哥 | 黃色 （低） | 特別注意旅遊安全並檢討應否前往 | 如：政局不穩、治安不佳、搶劫、偷竊、罷工事件頻傳、突發性之缺糧、乾旱、缺水、缺電、交通或通訊不便、環境衛生及健康條件惡化、恐怖份子輕度威脅區域等，可能影響人身健康及安全者，應高度警覺特別注意旅遊安全並檢討應否前往。                                                                       | 2013年6月1日                                           |                |
| | 黃色 （低） | 特別注意旅遊安全並檢討應否前往 | 如：政局不穩、治安不佳、搶劫、偷竊、罷工事件頻傳、突發性之缺糧、乾旱、缺水、缺電、交通或通訊不便、環境衛生及健康條件惡化、恐怖份子輕度威脅區域等，可能影響人身健康及安全者，應高度警覺特別注意旅遊安全並檢討應否前往。                                                                       | 2013年6月11日                                          |                |
| 阿尔巴尼亚 | 黃色 （低） | 特別注意旅遊安全並檢討應否前往 | 如：政局不穩、治安不佳、搶劫、偷竊、罷工事件頻傳、突發性之缺糧、乾旱、缺水、缺電、交通或通訊不便、環境衛生及健康條件惡化、恐怖份子輕度威脅區域等，可能影響人身健康及安全者，應高度警覺特別注意旅遊安全並檢討應否前往。                                                                       | 2013年6月14日                                          |                |
| | 黃色 （低） | 特別注意旅遊安全並檢討應否前往 | 如：政局不穩、治安不佳、搶劫、偷竊、罷工事件頻傳、突發性之缺糧、乾旱、缺水、缺電、交通或通訊不便、環境衛生及健康條件惡化、恐怖份子輕度威脅區域等，可能影響人身健康及安全者，應高度警覺特別注意旅遊安全並檢討應否前往。                                                                       | 2013年6月17日                                          |                |
| 衣索比亞 | 黃色 （低） | 特別注意旅遊安全並檢討應否前往 | 如：政局不穩、治安不佳、搶劫、偷竊、罷工事件頻傳、突發性之缺糧、乾旱、缺水、缺電、交通或通訊不便、環境衛生及健康條件惡化、恐怖份子輕度威脅區域等，可能影響人身健康及安全者，應高度警覺特別注意旅遊安全並檢討應否前往。                                                                       | 2013年6月17日                                          |                |
| 玻利维亚 | 黃色 （低） | 特別注意旅遊安全並檢討應否前往 | 如：政局不穩、治安不佳、搶劫、偷竊、罷工事件頻傳、突發性之缺糧、乾旱、缺水、缺電、交通或通訊不便、環境衛生及健康條件惡化、恐怖份子輕度威脅區域等，可能影響人身健康及安全者，應高度警覺特別注意旅遊安全並檢討應否前往。                                                                       | 2013年6月22日                                          |                |
| 秘魯 | 黃色 （低） | 特別注意旅遊安全並檢討應否前往 | 如：政局不穩、治安不佳、搶劫、偷竊、罷工事件頻傳、突發性之缺糧、乾旱、缺水、缺電、交通或通訊不便、環境衛生及健康條件惡化、恐怖份子輕度威脅區域等，可能影響人身健康及安全者，應高度警覺特別注意旅遊安全並檢討應否前往。                                                                       | 2013年6月22日                                          |                |
| | 黃色 （低） | 特別注意旅遊安全並檢討應否前往 | 如：政局不穩、治安不佳、搶劫、偷竊、罷工事件頻傳、突發性之缺糧、乾旱、缺水、缺電、交通或通訊不便、環境衛生及健康條件惡化、恐怖份子輕度威脅區域等，可能影響人身健康及安全者，應高度警覺特別注意旅遊安全並檢討應否前往。                                                                       | 2013年6月26日                                          |                |
| 印度 印度全境及新德里、孟買、加爾各答                                                                           | 黃色 （低） | 特別注意旅遊安全並檢討應否前往 | 如：政局不穩、治安不佳、搶劫、偷竊、罷工事件頻傳、突發性之缺糧、乾旱、缺水、缺電、交通或通訊不便、環境衛生及健康條件惡化、恐怖份子輕度威脅區域等，可能影響人身健康及安全者，應高度警覺特別注意旅遊安全並檢討應否前往。                                                                       | 2013年7月7日                                           |                |
| | 黃色 （低） | 特別注意旅遊安全並檢討應否前往 | 如：政局不穩、治安不佳、搶劫、偷竊、罷工事件頻傳、突發性之缺糧、乾旱、缺水、缺電、交通或通訊不便、環境衛生及健康條件惡化、恐怖份子輕度威脅區域等，可能影響人身健康及安全者，應高度警覺特別注意旅遊安全並檢討應否前往。                                                                       | 2013年7月17日                                          |                |
| 菲律賓 薄荷省                                                                                                   | 黃色 （低） | 特別注意旅遊安全並檢討應否前往 | 如：政局不穩、治安不佳、搶劫、偷竊、罷工事件頻傳、突發性之缺糧、乾旱、缺水、缺電、交通或通訊不便、環境衛生及健康條件惡化、恐怖份子輕度威脅區域等，可能影響人身健康及安全者，應高度警覺特別注意旅遊安全並檢討應否前往。                                                                       | 2013年10月19日                                         |                |
| 菲律賓 中部諸島(包括長灘島及宿霧)                                                                               | 黃色 （低） | 特別注意旅遊安全並檢討應否前往 | 如：政局不穩、治安不佳、搶劫、偷竊、罷工事件頻傳、突發性之缺糧、乾旱、缺水、缺電、交通或通訊不便、環境衛生及健康條件惡化、恐怖份子輕度威脅區域等，可能影響人身健康及安全者，應高度警覺特別注意旅遊安全並檢討應否前往。                                                                       | 2013年11月11日                                         |                |
| 土耳其 | 黃色 （低） | 特別注意旅遊安全並檢討應否前往 | 如：政局不穩、治安不佳、搶劫、偷竊、罷工事件頻傳、突發性之缺糧、乾旱、缺水、缺電、交通或通訊不便、環境衛生及健康條件惡化、恐怖份子輕度威脅區域等，可能影響人身健康及安全者，應高度警覺特別注意旅遊安全並檢討應否前往。                                                                       | 2016年8月5日                                           |                |
| 墨西哥 | 黃色 （低） | 特別注意旅遊安全並檢討應否前往 | 如：政局不穩、治安不佳、搶劫、偷竊、罷工事件頻傳、突發性之缺糧、乾旱、缺水、缺電、交通或通訊不便、環境衛生及健康條件惡化、恐怖份子輕度威脅區域等，可能影響人身健康及安全者，應高度警覺特別注意旅遊安全並檢討應否前往。                                                                       | 2017年9月21日                                          |                |
| | 黃色 （低） | 特別注意旅遊安全並檢討應否前往 | 如：政局不穩、治安不佳、搶劫、偷竊、罷工事件頻傳、突發性之缺糧、乾旱、缺水、缺電、交通或通訊不便、環境衛生及健康條件惡化、恐怖份子輕度威脅區域等，可能影響人身健康及安全者，應高度警覺特別注意旅遊安全並檢討應否前往。                                                                       | 2018年4月17日                                          |                |
| 比利时 | 黃色 （低） | 特別注意旅遊安全並檢討應否前往 | 如：政局不穩、治安不佳、搶劫、偷竊、罷工事件頻傳、突發性之缺糧、乾旱、缺水、缺電、交通或通訊不便、環境衛生及健康條件惡化、恐怖份子輕度威脅區域等，可能影響人身健康及安全者，應高度警覺特別注意旅遊安全並檢討應否前往。                                                                       | 2018年12月14日                                         |                |
| 泰國 | 黃色 （低） | 特別注意旅遊安全並檢討應否前往 | 如：政局不穩、治安不佳、搶劫、偷竊、罷工事件頻傳、突發性之缺糧、乾旱、缺水、缺電、交通或通訊不便、環境衛生及健康條件惡化、恐怖份子輕度威脅區域等，可能影響人身健康及安全者，應高度警覺特別注意旅遊安全並檢討應否前往。                                                                       | 2019年2月14日                                          |                |
| 首都特區及西澳洲                                                                                                | 黃色 （低） | 特別注意旅遊安全並檢討應否前往 | 如：政局不穩、治安不佳、搶劫、偷竊、罷工事件頻傳、突發性之缺糧、乾旱、缺水、缺電、交通或通訊不便、環境衛生及健康條件惡化、恐怖份子輕度威脅區域等，可能影響人身健康及安全者，應高度警覺特別注意旅遊安全並檢討應否前往。                                                                       | 2019年4月2日                                           |                |
| 新南威爾斯州(雪梨)                                                                                              | 黃色 （低） | 特別注意旅遊安全並檢討應否前往 | 如：政局不穩、治安不佳、搶劫、偷竊、罷工事件頻傳、突發性之缺糧、乾旱、缺水、缺電、交通或通訊不便、環境衛生及健康條件惡化、恐怖份子輕度威脅區域等，可能影響人身健康及安全者，應高度警覺特別注意旅遊安全並檢討應否前往。                                                                       | 2019年4月2日                                           |                |
| 維多利亞州、南澳州與塔斯馬尼亞州                                                                                | 黃色 （低） | 特別注意旅遊安全並檢討應否前往 | 如：政局不穩、治安不佳、搶劫、偷竊、罷工事件頻傳、突發性之缺糧、乾旱、缺水、缺電、交通或通訊不便、環境衛生及健康條件惡化、恐怖份子輕度威脅區域等，可能影響人身健康及安全者，應高度警覺特別注意旅遊安全並檢討應否前往。                                                                       | 2019年4月2日                                           |                |
| 布里斯本及北領地                                                                                                | 黃色 （低） | 特別注意旅遊安全並檢討應否前往 | 如：政局不穩、治安不佳、搶劫、偷竊、罷工事件頻傳、突發性之缺糧、乾旱、缺水、缺電、交通或通訊不便、環境衛生及健康條件惡化、恐怖份子輕度威脅區域等，可能影響人身健康及安全者，應高度警覺特別注意旅遊安全並檢討應否前往。                                                                       | 2019年4月2日                                           |                |
| | 灰色 （輕） | 提醒注意                       | 如：部分地區治安不佳、搶劫、偷竊、罷工事件多、水、電、交通或通訊不便、環境衛生及健康條件不良、潛在恐怖份子威脅區域等，可能些微影響人身健康及安全者，應注意身邊安全，做好正常安全預防措施。                                                                                                   | 乌干达                                                 | 2009年7月8日   |
| 安道尔 | 灰色 （輕） | 提醒注意                       | 如：部分地區治安不佳、搶劫、偷竊、罷工事件多、水、電、交通或通訊不便、環境衛生及健康條件不良、潛在恐怖份子威脅區域等，可能些微影響人身健康及安全者，應注意身邊安全，做好正常安全預防措施。                                                                                                   | 2010年10月8日                                          |                |
| 摩納哥 | 灰色 （輕） | 提醒注意                       | 如：部分地區治安不佳、搶劫、偷竊、罷工事件多、水、電、交通或通訊不便、環境衛生及健康條件不良、潛在恐怖份子威脅區域等，可能些微影響人身健康及安全者，應注意身邊安全，做好正常安全預防措施。                                                                                                   | 2010年10月8日                                          |                |
| 白俄羅斯 | 灰色 （輕） | 提醒注意                       | 如：部分地區治安不佳、搶劫、偷竊、罷工事件多、水、電、交通或通訊不便、環境衛生及健康條件不良、潛在恐怖份子威脅區域等，可能些微影響人身健康及安全者，應注意身邊安全，做好正常安全預防措施。                                                                                                   | 2011年4月12日                                          |                |
| 歐洲全境 | 灰色 （輕） | 提醒注意                       | 如：部分地區治安不佳、搶劫、偷竊、罷工事件多、水、電、交通或通訊不便、環境衛生及健康條件不良、潛在恐怖份子威脅區域等，可能些微影響人身健康及安全者，應注意身邊安全，做好正常安全預防措施。                                                                                                   | 2012年3月20日                                          |                |
| | 灰色 （輕） | 提醒注意                       | 如：部分地區治安不佳、搶劫、偷竊、罷工事件多、水、電、交通或通訊不便、環境衛生及健康條件不良、潛在恐怖份子威脅區域等，可能些微影響人身健康及安全者，應注意身邊安全，做好正常安全預防措施。                                                                                                   | 2012年5月16日                                          |                |
| 賴索托 | 灰色 （輕） | 提醒注意                       | 如：部分地區治安不佳、搶劫、偷竊、罷工事件多、水、電、交通或通訊不便、環境衛生及健康條件不良、潛在恐怖份子威脅區域等，可能些微影響人身健康及安全者，應注意身邊安全，做好正常安全預防措施。                                                                                                   | 2012年5月16日                                          |                |
| 马拉维 | 灰色 （輕） | 提醒注意                       | 如：部分地區治安不佳、搶劫、偷竊、罷工事件多、水、電、交通或通訊不便、環境衛生及健康條件不良、潛在恐怖份子威脅區域等，可能些微影響人身健康及安全者，應注意身邊安全，做好正常安全預防措施。                                                                                                   | 2012年5月16日                                          |                |
| 坦桑尼亚 | 灰色 （輕） | 提醒注意                       | 如：部分地區治安不佳、搶劫、偷竊、罷工事件多、水、電、交通或通訊不便、環境衛生及健康條件不良、潛在恐怖份子威脅區域等，可能些微影響人身健康及安全者，應注意身邊安全，做好正常安全預防措施。                                                                                                   | 2012年5月16日                                          |                |
| 模里西斯 | 灰色 （輕） | 提醒注意                       | 如：部分地區治安不佳、搶劫、偷竊、罷工事件多、水、電、交通或通訊不便、環境衛生及健康條件不良、潛在恐怖份子威脅區域等，可能些微影響人身健康及安全者，應注意身邊安全，做好正常安全預防措施。                                                                                                   | 2012年5月18日                                          |                |
| 塞舌尔 | 灰色 （輕） | 提醒注意                       | 如：部分地區治安不佳、搶劫、偷竊、罷工事件多、水、電、交通或通訊不便、環境衛生及健康條件不良、潛在恐怖份子威脅區域等，可能些微影響人身健康及安全者，應注意身邊安全，做好正常安全預防措施。                                                                                                   | 2012年5月18日                                          |                |
| 塞内加尔 | 灰色 （輕） | 提醒注意                       | 如：部分地區治安不佳、搶劫、偷竊、罷工事件多、水、電、交通或通訊不便、環境衛生及健康條件不良、潛在恐怖份子威脅區域等，可能些微影響人身健康及安全者，應注意身邊安全，做好正常安全預防措施。                                                                                                   | 2012年10月24日                                         |                |
| | 灰色 （輕） | 提醒注意                       | 如：部分地區治安不佳、搶劫、偷竊、罷工事件多、水、電、交通或通訊不便、環境衛生及健康條件不良、潛在恐怖份子威脅區域等，可能些微影響人身健康及安全者，應注意身邊安全，做好正常安全預防措施。                                                                                                   | 2012年10月25日                                         |                |
| 馬爾地夫 | 灰色 （輕） | 提醒注意                       | 如：部分地區治安不佳、搶劫、偷竊、罷工事件多、水、電、交通或通訊不便、環境衛生及健康條件不良、潛在恐怖份子威脅區域等，可能些微影響人身健康及安全者，應注意身邊安全，做好正常安全預防措施。                                                                                                   | 2012年10月31日                                         |                |
| 约旦 | 灰色 （輕） | 提醒注意                       | 如：部分地區治安不佳、搶劫、偷竊、罷工事件多、水、電、交通或通訊不便、環境衛生及健康條件不良、潛在恐怖份子威脅區域等，可能些微影響人身健康及安全者，應注意身邊安全，做好正常安全預防措施。                                                                                                   | 2012年11月13日                                         |                |
| 爱沙尼亚 | 灰色 （輕） | 提醒注意                       | 如：部分地區治安不佳、搶劫、偷竊、罷工事件多、水、電、交通或通訊不便、環境衛生及健康條件不良、潛在恐怖份子威脅區域等，可能些微影響人身健康及安全者，應注意身邊安全，做好正常安全預防措施。                                                                                                   | 2012年11月15日                                         |                |
| 立陶宛 | 灰色 （輕） | 提醒注意                       | 如：部分地區治安不佳、搶劫、偷竊、罷工事件多、水、電、交通或通訊不便、環境衛生及健康條件不良、潛在恐怖份子威脅區域等，可能些微影響人身健康及安全者，應注意身邊安全，做好正常安全預防措施。                                                                                                   | 2012年11月15日                                         |                |
| 拉脫維亞 | 灰色 （輕） | 提醒注意                       | 如：部分地區治安不佳、搶劫、偷竊、罷工事件多、水、電、交通或通訊不便、環境衛生及健康條件不良、潛在恐怖份子威脅區域等，可能些微影響人身健康及安全者，應注意身邊安全，做好正常安全預防措施。                                                                                                   | 2012年11月15日                                         |                |
| | 灰色 （輕） | 提醒注意                       | 如：部分地區治安不佳、搶劫、偷竊、罷工事件多、水、電、交通或通訊不便、環境衛生及健康條件不良、潛在恐怖份子威脅區域等，可能些微影響人身健康及安全者，應注意身邊安全，做好正常安全預防措施。                                                                                                   | 2012年11月16日                                         |                |
| 喀麦隆 | 灰色 （輕） | 提醒注意                       | 如：部分地區治安不佳、搶劫、偷竊、罷工事件多、水、電、交通或通訊不便、環境衛生及健康條件不良、潛在恐怖份子威脅區域等，可能些微影響人身健康及安全者，應注意身邊安全，做好正常安全預防措施。                                                                                                   | 2012年11月21日                                         |                |
| | 灰色 （輕） | 提醒注意                       | 如：部分地區治安不佳、搶劫、偷竊、罷工事件多、水、電、交通或通訊不便、環境衛生及健康條件不良、潛在恐怖份子威脅區域等，可能些微影響人身健康及安全者，應注意身邊安全，做好正常安全預防措施。                                                                                                   | 2013年3月13日                                          |                |
| 格瑞那達 | 灰色 （輕） | 提醒注意                       | 如：部分地區治安不佳、搶劫、偷竊、罷工事件多、水、電、交通或通訊不便、環境衛生及健康條件不良、潛在恐怖份子威脅區域等，可能些微影響人身健康及安全者，應注意身邊安全，做好正常安全預防措施。                                                                                                   | 2013年4月17日                                          |                |
| | 灰色 （輕） | 提醒注意                       | 如：部分地區治安不佳、搶劫、偷竊、罷工事件多、水、電、交通或通訊不便、環境衛生及健康條件不良、潛在恐怖份子威脅區域等，可能些微影響人身健康及安全者，應注意身邊安全，做好正常安全預防措施。                                                                                                   | 2013年4月17日                                          |                |
| | 灰色 （輕） | 提醒注意                       | 如：部分地區治安不佳、搶劫、偷竊、罷工事件多、水、電、交通或通訊不便、環境衛生及健康條件不良、潛在恐怖份子威脅區域等，可能些微影響人身健康及安全者，應注意身邊安全，做好正常安全預防措施。                                                                                                   | 2013年4月17日                                          |                |
| 牙买加 | 灰色 （輕） | 提醒注意                       | 如：部分地區治安不佳、搶劫、偷竊、罷工事件多、水、電、交通或通訊不便、環境衛生及健康條件不良、潛在恐怖份子威脅區域等，可能些微影響人身健康及安全者，應注意身邊安全，做好正常安全預防措施。                                                                                                   | 2013年4月17日                                          |                |
| 圣基茨和尼维斯                                                                                                  | 灰色 （輕） | 提醒注意                       | 如：部分地區治安不佳、搶劫、偷竊、罷工事件多、水、電、交通或通訊不便、環境衛生及健康條件不良、潛在恐怖份子威脅區域等，可能些微影響人身健康及安全者，應注意身邊安全，做好正常安全預防措施。                                                                                                   | 2013年4月17日                                          |                |
| 苏里南 | 灰色 （輕） | 提醒注意                       | 如：部分地區治安不佳、搶劫、偷竊、罷工事件多、水、電、交通或通訊不便、環境衛生及健康條件不良、潛在恐怖份子威脅區域等，可能些微影響人身健康及安全者，應注意身邊安全，做好正常安全預防措施。                                                                                                   | 2013年4月17日                                          |                |
| 不丹 | 灰色 （輕） | 提醒注意                       | 如：部分地區治安不佳、搶劫、偷竊、罷工事件多、水、電、交通或通訊不便、環境衛生及健康條件不良、潛在恐怖份子威脅區域等，可能些微影響人身健康及安全者，應注意身邊安全，做好正常安全預防措施。                                                                                                   | 2013年4月25日                                          |                |
| 瑙鲁 | 灰色 （輕） | 提醒注意                       | 如：部分地區治安不佳、搶劫、偷竊、罷工事件多、水、電、交通或通訊不便、環境衛生及健康條件不良、潛在恐怖份子威脅區域等，可能些微影響人身健康及安全者，應注意身邊安全，做好正常安全預防措施。                                                                                                   | 2013年5月1日                                           |                |
| | 灰色 （輕） | 提醒注意                       | 如：部分地區治安不佳、搶劫、偷竊、罷工事件多、水、電、交通或通訊不便、環境衛生及健康條件不良、潛在恐怖份子威脅區域等，可能些微影響人身健康及安全者，應注意身邊安全，做好正常安全預防措施。                                                                                                   | 2013年5月2日                                           |                |
| 科索沃共和國 | 灰色 （輕） | 提醒注意                       | 如：部分地區治安不佳、搶劫、偷竊、罷工事件多、水、電、交通或通訊不便、環境衛生及健康條件不良、潛在恐怖份子威脅區域等，可能些微影響人身健康及安全者，應注意身邊安全，做好正常安全預防措施。                                                                                                   | 2013年5月2日                                           |                |
| 蒙特內哥羅 | 灰色 （輕） | 提醒注意                       | 如：部分地區治安不佳、搶劫、偷竊、罷工事件多、水、電、交通或通訊不便、環境衛生及健康條件不良、潛在恐怖份子威脅區域等，可能些微影響人身健康及安全者，應注意身邊安全，做好正常安全預防措施。                                                                                                   | 2013年5月2日                                           |                |
| 塞爾維亞 | 灰色 （輕） | 提醒注意                       | 如：部分地區治安不佳、搶劫、偷竊、罷工事件多、水、電、交通或通訊不便、環境衛生及健康條件不良、潛在恐怖份子威脅區域等，可能些微影響人身健康及安全者，應注意身邊安全，做好正常安全預防措施。                                                                                                   | 2013年5月2日                                           |                |
| | 灰色 （輕） | 提醒注意                       | 如：部分地區治安不佳、搶劫、偷竊、罷工事件多、水、電、交通或通訊不便、環境衛生及健康條件不良、潛在恐怖份子威脅區域等，可能些微影響人身健康及安全者，應注意身邊安全，做好正常安全預防措施。                                                                                                   | 2013年5月2日                                           |                |
| 马绍尔群岛 | 灰色 （輕） | 提醒注意                       | 如：部分地區治安不佳、搶劫、偷竊、罷工事件多、水、電、交通或通訊不便、環境衛生及健康條件不良、潛在恐怖份子威脅區域等，可能些微影響人身健康及安全者，應注意身邊安全，做好正常安全預防措施。                                                                                                   | 2013年5月15日                                          |                |
| | 灰色 （輕） | 提醒注意                       | 如：部分地區治安不佳、搶劫、偷竊、罷工事件多、水、電、交通或通訊不便、環境衛生及健康條件不良、潛在恐怖份子威脅區域等，可能些微影響人身健康及安全者，應注意身邊安全，做好正常安全預防措施。                                                                                                   | 2013年5月22日                                          |                |
| 斯洛維尼亞 | 灰色 （輕） | 提醒注意                       | 如：部分地區治安不佳、搶劫、偷竊、罷工事件多、水、電、交通或通訊不便、環境衛生及健康條件不良、潛在恐怖份子威脅區域等，可能些微影響人身健康及安全者，應注意身邊安全，做好正常安全預防措施。                                                                                                   | 2013年5月22日                                          |                |
| 梵蒂冈 | 灰色 （輕） | 提醒注意                       | 如：部分地區治安不佳、搶劫、偷竊、罷工事件多、水、電、交通或通訊不便、環境衛生及健康條件不良、潛在恐怖份子威脅區域等，可能些微影響人身健康及安全者，應注意身邊安全，做好正常安全預防措施。                                                                                                   | 2013年5月22日                                          |                |
| 斐济 | 灰色 （輕） | 提醒注意                       | 如：部分地區治安不佳、搶劫、偷竊、罷工事件多、水、電、交通或通訊不便、環境衛生及健康條件不良、潛在恐怖份子威脅區域等，可能些微影響人身健康及安全者，應注意身邊安全，做好正常安全預防措施。                                                                                                   | 2013年5月27日                                          |                |
| 法屬玻里尼西亞 大溪地                                                                                           | 灰色 （輕） | 提醒注意                       | 如：部分地區治安不佳、搶劫、偷竊、罷工事件多、水、電、交通或通訊不便、環境衛生及健康條件不良、潛在恐怖份子威脅區域等，可能些微影響人身健康及安全者，應注意身邊安全，做好正常安全預防措施。                                                                                                   | 2013年5月27日                                          |                |
| | 灰色 （輕） | 提醒注意                       | 如：部分地區治安不佳、搶劫、偷竊、罷工事件多、水、電、交通或通訊不便、環境衛生及健康條件不良、潛在恐怖份子威脅區域等，可能些微影響人身健康及安全者，應注意身邊安全，做好正常安全預防措施。                                                                                                   | 2013年5月27日                                          |                |
| | 灰色 （輕） | 提醒注意                       | 如：部分地區治安不佳、搶劫、偷竊、罷工事件多、水、電、交通或通訊不便、環境衛生及健康條件不良、潛在恐怖份子威脅區域等，可能些微影響人身健康及安全者，應注意身邊安全，做好正常安全預防措施。                                                                                                   | 2013年5月27日                                          |                |
| 萨摩亚 | 灰色 （輕） | 提醒注意                       | 如：部分地區治安不佳、搶劫、偷竊、罷工事件多、水、電、交通或通訊不便、環境衛生及健康條件不良、潛在恐怖份子威脅區域等，可能些微影響人身健康及安全者，應注意身邊安全，做好正常安全預防措施。                                                                                                   | 2013年5月27日                                          |                |
| 保加利亚 | 灰色 （輕） | 提醒注意                       | 如：部分地區治安不佳、搶劫、偷竊、罷工事件多、水、電、交通或通訊不便、環境衛生及健康條件不良、潛在恐怖份子威脅區域等，可能些微影響人身健康及安全者，應注意身邊安全，做好正常安全預防措施。                                                                                                   | 2013年5月28日                                          |                |
| 賽普勒斯 | 灰色 （輕） | 提醒注意                       | 如：部分地區治安不佳、搶劫、偷竊、罷工事件多、水、電、交通或通訊不便、環境衛生及健康條件不良、潛在恐怖份子威脅區域等，可能些微影響人身健康及安全者，應注意身邊安全，做好正常安全預防措施。                                                                                                   | 2013年5月28日                                          |                |
| 北馬其頓 | 灰色 （輕） | 提醒注意                       | 如：部分地區治安不佳、搶劫、偷竊、罷工事件多、水、電、交通或通訊不便、環境衛生及健康條件不良、潛在恐怖份子威脅區域等，可能些微影響人身健康及安全者，應注意身邊安全，做好正常安全預防措施。                                                                                                   | 2013年5月28日                                          |                |
| | 灰色 （輕） | 提醒注意                       | 如：部分地區治安不佳、搶劫、偷竊、罷工事件多、水、電、交通或通訊不便、環境衛生及健康條件不良、潛在恐怖份子威脅區域等，可能些微影響人身健康及安全者，應注意身邊安全，做好正常安全預防措施。                                                                                                   | 2013年5月29日                                          |                |
| | 灰色 （輕） | 提醒注意                       | 如：部分地區治安不佳、搶劫、偷竊、罷工事件多、水、電、交通或通訊不便、環境衛生及健康條件不良、潛在恐怖份子威脅區域等，可能些微影響人身健康及安全者，應注意身邊安全，做好正常安全預防措施。                                                                                                   | 2013年5月29日                                          |                |
| 纳米比亚 | 灰色 （輕） | 提醒注意                       | 如：部分地區治安不佳、搶劫、偷竊、罷工事件多、水、電、交通或通訊不便、環境衛生及健康條件不良、潛在恐怖份子威脅區域等，可能些微影響人身健康及安全者，應注意身邊安全，做好正常安全預防措施。                                                                                                   | 2013年5月29日                                          |                |
| 聖多美和普林西比                                                                                                | 灰色 （輕） | 提醒注意                       | 如：部分地區治安不佳、搶劫、偷竊、罷工事件多、水、電、交通或通訊不便、環境衛生及健康條件不良、潛在恐怖份子威脅區域等，可能些微影響人身健康及安全者，應注意身邊安全，做好正常安全預防措施。                                                                                                   | 2013年5月29日                                          |                |
| | 灰色 （輕） | 提醒注意                       | 如：部分地區治安不佳、搶劫、偷竊、罷工事件多、水、電、交通或通訊不便、環境衛生及健康條件不良、潛在恐怖份子威脅區域等，可能些微影響人身健康及安全者，應注意身邊安全，做好正常安全預防措施。                                                                                                   | 2013年5月29日                                          |                |
| | 灰色 （輕） | 提醒注意                       | 如：部分地區治安不佳、搶劫、偷竊、罷工事件多、水、電、交通或通訊不便、環境衛生及健康條件不良、潛在恐怖份子威脅區域等，可能些微影響人身健康及安全者，應注意身邊安全，做好正常安全預防措施。                                                                                                   | 2013年5月29日                                          |                |
| | 灰色 （輕） | 提醒注意                       | 如：部分地區治安不佳、搶劫、偷竊、罷工事件多、水、電、交通或通訊不便、環境衛生及健康條件不良、潛在恐怖份子威脅區域等，可能些微影響人身健康及安全者，應注意身邊安全，做好正常安全預防措施。                                                                                                   | 2013年5月30日                                          |                |
| 柬埔寨 | 灰色 （輕） | 提醒注意                       | 如：部分地區治安不佳、搶劫、偷竊、罷工事件多、水、電、交通或通訊不便、環境衛生及健康條件不良、潛在恐怖份子威脅區域等，可能些微影響人身健康及安全者，應注意身邊安全，做好正常安全預防措施。                                                                                                   | 2013年5月30日                                          |                |
| 布吉納法索 | 灰色 （輕） | 提醒注意                       | 如：部分地區治安不佳、搶劫、偷竊、罷工事件多、水、電、交通或通訊不便、環境衛生及健康條件不良、潛在恐怖份子威脅區域等，可能些微影響人身健康及安全者，應注意身邊安全，做好正常安全預防措施。                                                                                                   | 2013年5月31日                                          |                |
| 冰島 | 灰色 （輕） | 提醒注意                       | 如：部分地區治安不佳、搶劫、偷竊、罷工事件多、水、電、交通或通訊不便、環境衛生及健康條件不良、潛在恐怖份子威脅區域等，可能些微影響人身健康及安全者，應注意身邊安全，做好正常安全預防措施。                                                                                                   | 2013年5月31日                                          |                |
| 巴拉圭 | 灰色 （輕） | 提醒注意                       | 如：部分地區治安不佳、搶劫、偷竊、罷工事件多、水、電、交通或通訊不便、環境衛生及健康條件不良、潛在恐怖份子威脅區域等，可能些微影響人身健康及安全者，應注意身邊安全，做好正常安全預防措施。                                                                                                   | 2013年5月31日                                          |                |
| 馬爾他 | 灰色 （輕） | 提醒注意                       | 如：部分地區治安不佳、搶劫、偷竊、罷工事件多、水、電、交通或通訊不便、環境衛生及健康條件不良、潛在恐怖份子威脅區域等，可能些微影響人身健康及安全者，應注意身邊安全，做好正常安全預防措施。                                                                                                   | 2013年6月14日                                          |                |
| 圣马力诺 | 灰色 （輕） | 提醒注意                       | 如：部分地區治安不佳、搶劫、偷竊、罷工事件多、水、電、交通或通訊不便、環境衛生及健康條件不良、潛在恐怖份子威脅區域等，可能些微影響人身健康及安全者，應注意身邊安全，做好正常安全預防措施。                                                                                                   | 2013年6月14日                                          |                |
| 列支敦斯登 | 灰色 （輕） | 提醒注意                       | 如：部分地區治安不佳、搶劫、偷竊、罷工事件多、水、電、交通或通訊不便、環境衛生及健康條件不良、潛在恐怖份子威脅區域等，可能些微影響人身健康及安全者，應注意身邊安全，做好正常安全預防措施。                                                                                                   | 2013年6月25日                                          |                |
| | 灰色 （輕） | 提醒注意                       | 如：部分地區治安不佳、搶劫、偷竊、罷工事件多、水、電、交通或通訊不便、環境衛生及健康條件不良、潛在恐怖份子威脅區域等，可能些微影響人身健康及安全者，應注意身邊安全，做好正常安全預防措施。                                                                                                   | 2013年7月2日                                           |                |
| | 灰色 （輕） | 提醒注意                       | 如：部分地區治安不佳、搶劫、偷竊、罷工事件多、水、電、交通或通訊不便、環境衛生及健康條件不良、潛在恐怖份子威脅區域等，可能些微影響人身健康及安全者，應注意身邊安全，做好正常安全預防措施。                                                                                                   | 2013年7月3日                                           |                |
| | 灰色 （輕） | 提醒注意                       | 如：部分地區治安不佳、搶劫、偷竊、罷工事件多、水、電、交通或通訊不便、環境衛生及健康條件不良、潛在恐怖份子威脅區域等，可能些微影響人身健康及安全者，應注意身邊安全，做好正常安全預防措施。                                                                                                   | 2015年7月7日                                           |                |
| 阿联酋 | 灰色 （輕） | 提醒注意                       | 如：部分地區治安不佳、搶劫、偷竊、罷工事件多、水、電、交通或通訊不便、環境衛生及健康條件不良、潛在恐怖份子威脅區域等，可能些微影響人身健康及安全者，應注意身邊安全，做好正常安全預防措施。                                                                                                   | 2016年10月27日                                         |                |
| 匈牙利 | 灰色 （輕） | 提醒注意                       | 如：部分地區治安不佳、搶劫、偷竊、罷工事件多、水、電、交通或通訊不便、環境衛生及健康條件不良、潛在恐怖份子威脅區域等，可能些微影響人身健康及安全者，應注意身邊安全，做好正常安全預防措施。                                                                                                   | 2017年2月13日                                          |                |
| 挪威 | 灰色 （輕） | 提醒注意                       | 如：部分地區治安不佳、搶劫、偷竊、罷工事件多、水、電、交通或通訊不便、環境衛生及健康條件不良、潛在恐怖份子威脅區域等，可能些微影響人身健康及安全者，應注意身邊安全，做好正常安全預防措施。                                                                                                   | 2017年4月11日                                          |                |
| 美国 大華府地區                                                                                                 | 灰色 （輕） | 提醒注意                       | 如：部分地區治安不佳、搶劫、偷竊、罷工事件多、水、電、交通或通訊不便、環境衛生及健康條件不良、潛在恐怖份子威脅區域等，可能些微影響人身健康及安全者，應注意身邊安全，做好正常安全預防措施。                                                                                                   | 2017年4月18日                                          |                |
| 荷蘭 | 灰色 （輕） | 提醒注意                       | 如：部分地區治安不佳、搶劫、偷竊、罷工事件多、水、電、交通或通訊不便、環境衛生及健康條件不良、潛在恐怖份子威脅區域等，可能些微影響人身健康及安全者，應注意身邊安全，做好正常安全預防措施。                                                                                                   | 2017年4月20日                                          |                |
| 波蘭 | 灰色 （輕） | 提醒注意                       | 如：部分地區治安不佳、搶劫、偷竊、罷工事件多、水、電、交通或通訊不便、環境衛生及健康條件不良、潛在恐怖份子威脅區域等，可能些微影響人身健康及安全者，應注意身邊安全，做好正常安全預防措施。                                                                                                   | 2017年4月20日                                          |                |
| 奥地利 | 灰色 （輕） | 提醒注意                       | 如：部分地區治安不佳、搶劫、偷竊、罷工事件多、水、電、交通或通訊不便、環境衛生及健康條件不良、潛在恐怖份子威脅區域等，可能些微影響人身健康及安全者，應注意身邊安全，做好正常安全預防措施。                                                                                                   | 2017年4月20日                                          |                |
| 美国 波士頓 | 灰色 （輕） | 提醒注意                       | 如：部分地區治安不佳、搶劫、偷竊、罷工事件多、水、電、交通或通訊不便、環境衛生及健康條件不良、潛在恐怖份子威脅區域等，可能些微影響人身健康及安全者，應注意身邊安全，做好正常安全預防措施。                                                                                                   | 2017年4月20日                                          |                |
| 羅馬尼亞 | 灰色 （輕） | 提醒注意                       | 如：部分地區治安不佳、搶劫、偷竊、罷工事件多、水、電、交通或通訊不便、環境衛生及健康條件不良、潛在恐怖份子威脅區域等，可能些微影響人身健康及安全者，應注意身邊安全，做好正常安全預防措施。                                                                                                   | 2017年4月21日                                          |                |
| 斯洛伐克 | 灰色 （輕） | 提醒注意                       | 如：部分地區治安不佳、搶劫、偷竊、罷工事件多、水、電、交通或通訊不便、環境衛生及健康條件不良、潛在恐怖份子威脅區域等，可能些微影響人身健康及安全者，應注意身邊安全，做好正常安全預防措施。                                                                                                   | 2017年4月21日                                          |                |
| 美国 休士頓 | 灰色 （輕） | 提醒注意                       | 如：部分地區治安不佳、搶劫、偷竊、罷工事件多、水、電、交通或通訊不便、環境衛生及健康條件不良、潛在恐怖份子威脅區域等，可能些微影響人身健康及安全者，應注意身邊安全，做好正常安全預防措施。                                                                                                   | 2017年4月21日                                          |                |
| 摩洛哥 | 灰色 （輕） | 提醒注意                       | 如：部分地區治安不佳、搶劫、偷竊、罷工事件多、水、電、交通或通訊不便、環境衛生及健康條件不良、潛在恐怖份子威脅區域等，可能些微影響人身健康及安全者，應注意身邊安全，做好正常安全預防措施。                                                                                                   | 2017年4月22日                                          |                |
| 盧森堡 | 灰色 （輕） | 提醒注意                       | 如：部分地區治安不佳、搶劫、偷竊、罷工事件多、水、電、交通或通訊不便、環境衛生及健康條件不良、潛在恐怖份子威脅區域等，可能些微影響人身健康及安全者，應注意身邊安全，做好正常安全預防措施。                                                                                                   | 2017年4月27日                                          |                |
| 智利 | 灰色 （輕） | 提醒注意                       | 如：部分地區治安不佳、搶劫、偷竊、罷工事件多、水、電、交通或通訊不便、環境衛生及健康條件不良、潛在恐怖份子威脅區域等，可能些微影響人身健康及安全者，應注意身邊安全，做好正常安全預防措施。                                                                                                   | 2017年4月28日                                          |                |
| 瑞士 | 灰色 （輕） | 提醒注意                       | 如：部分地區治安不佳、搶劫、偷竊、罷工事件多、水、電、交通或通訊不便、環境衛生及健康條件不良、潛在恐怖份子威脅區域等，可能些微影響人身健康及安全者，應注意身邊安全，做好正常安全預防措施。                                                                                                   | 2017年5月10日                                          |                |
| 美国 洛杉磯 | 灰色 （輕） | 提醒注意                       | 如：部分地區治安不佳、搶劫、偷竊、罷工事件多、水、電、交通或通訊不便、環境衛生及健康條件不良、潛在恐怖份子威脅區域等，可能些微影響人身健康及安全者，應注意身邊安全，做好正常安全預防措施。                                                                                                   | 2017年5月18日                                          |                |
| 美国 芝加哥 | 灰色 （輕） | 提醒注意                       | 如：部分地區治安不佳、搶劫、偷竊、罷工事件多、水、電、交通或通訊不便、環境衛生及健康條件不良、潛在恐怖份子威脅區域等，可能些微影響人身健康及安全者，應注意身邊安全，做好正常安全預防措施。                                                                                                   | 2017年5月23日                                          |                |
| 爱尔兰 | 灰色 （輕） | 提醒注意                       | 如：部分地區治安不佳、搶劫、偷竊、罷工事件多、水、電、交通或通訊不便、環境衛生及健康條件不良、潛在恐怖份子威脅區域等，可能些微影響人身健康及安全者，應注意身邊安全，做好正常安全預防措施。                                                                                                   | 2017年5月24日                                          |                |
| 瑞典 | 灰色 （輕） | 提醒注意                       | 如：部分地區治安不佳、搶劫、偷竊、罷工事件多、水、電、交通或通訊不便、環境衛生及健康條件不良、潛在恐怖份子威脅區域等，可能些微影響人身健康及安全者，應注意身邊安全，做好正常安全預防措施。                                                                                                   | 2017年5月26日                                          |                |
| 捷克 | 灰色 （輕） | 提醒注意                       | 如：部分地區治安不佳、搶劫、偷竊、罷工事件多、水、電、交通或通訊不便、環境衛生及健康條件不良、潛在恐怖份子威脅區域等，可能些微影響人身健康及安全者，應注意身邊安全，做好正常安全預防措施。                                                                                                   | 2017年5月31日                                          |                |
| 美国 關島 | 灰色 （輕） | 提醒注意                       | 如：部分地區治安不佳、搶劫、偷竊、罷工事件多、水、電、交通或通訊不便、環境衛生及健康條件不良、潛在恐怖份子威脅區域等，可能些微影響人身健康及安全者，應注意身邊安全，做好正常安全預防措施。                                                                                                   | 2017年6月2日                                           |                |
| 巴拿马 | 灰色 （輕） | 提醒注意                       | 如：部分地區治安不佳、搶劫、偷竊、罷工事件多、水、電、交通或通訊不便、環境衛生及健康條件不良、潛在恐怖份子威脅區域等，可能些微影響人身健康及安全者，應注意身邊安全，做好正常安全預防措施。                                                                                                   | 2017年6月13日                                          |                |
| 葡萄牙 | 灰色 （輕） | 提醒注意                       | 如：部分地區治安不佳、搶劫、偷竊、罷工事件多、水、電、交通或通訊不便、環境衛生及健康條件不良、潛在恐怖份子威脅區域等，可能些微影響人身健康及安全者，應注意身邊安全，做好正常安全預防措施。                                                                                                   | 2017年6月23日                                          |                |
| 芬兰 | 灰色 （輕） | 提醒注意                       | 如：部分地區治安不佳、搶劫、偷竊、罷工事件多、水、電、交通或通訊不便、環境衛生及健康條件不良、潛在恐怖份子威脅區域等，可能些微影響人身健康及安全者，應注意身邊安全，做好正常安全預防措施。                                                                                                   | 2017年8月21日                                          |                |
| 美国 阿拉巴馬州                                                                                                 | 灰色 （輕） | 提醒注意                       | 如：部分地區治安不佳、搶劫、偷竊、罷工事件多、水、電、交通或通訊不便、環境衛生及健康條件不良、潛在恐怖份子威脅區域等，可能些微影響人身健康及安全者，應注意身邊安全，做好正常安全預防措施。                                                                                                   | 2017年9月12日                                          |                |
| 英国 | 灰色 （輕） | 提醒注意                       | 如：部分地區治安不佳、搶劫、偷竊、罷工事件多、水、電、交通或通訊不便、環境衛生及健康條件不良、潛在恐怖份子威脅區域等，可能些微影響人身健康及安全者，應注意身邊安全，做好正常安全預防措施。                                                                                                   | 2017年9月15日                                          |                |
| 英国 北愛爾蘭                                                                                                   | 灰色 （輕） | 提醒注意                       | 如：部分地區治安不佳、搶劫、偷竊、罷工事件多、水、電、交通或通訊不便、環境衛生及健康條件不良、潛在恐怖份子威脅區域等，可能些微影響人身健康及安全者，應注意身邊安全，做好正常安全預防措施。                                                                                                   | 2017年9月15日                                          |                |
| 美国 邁阿密 | 灰色 （輕） | 提醒注意                       | 如：部分地區治安不佳、搶劫、偷竊、罷工事件多、水、電、交通或通訊不便、環境衛生及健康條件不良、潛在恐怖份子威脅區域等，可能些微影響人身健康及安全者，應注意身邊安全，做好正常安全預防措施。                                                                                                   | 2017年9月22日                                          |                |
| 美国 紐約 | 灰色 （輕） | 提醒注意                       | 如：部分地區治安不佳、搶劫、偷竊、罷工事件多、水、電、交通或通訊不便、環境衛生及健康條件不良、潛在恐怖份子威脅區域等，可能些微影響人身健康及安全者，應注意身邊安全，做好正常安全預防措施。                                                                                                   | 2017年12月12日                                         |                |
| | 灰色 （輕） | 提醒注意                       | 如：部分地區治安不佳、搶劫、偷竊、罷工事件多、水、電、交通或通訊不便、環境衛生及健康條件不良、潛在恐怖份子威脅區域等，可能些微影響人身健康及安全者，應注意身邊安全，做好正常安全預防措施。                                                                                                   | 2018年4月3日                                           |                |
| 越南 | 灰色 （輕） | 提醒注意                       | 如：部分地區治安不佳、搶劫、偷竊、罷工事件多、水、電、交通或通訊不便、環境衛生及健康條件不良、潛在恐怖份子威脅區域等，可能些微影響人身健康及安全者，應注意身邊安全，做好正常安全預防措施。                                                                                                   | 2018年6月19日                                          |                |
| 希腊 | 灰色 （輕） | 提醒注意                       | 如：部分地區治安不佳、搶劫、偷竊、罷工事件多、水、電、交通或通訊不便、環境衛生及健康條件不良、潛在恐怖份子威脅區域等，可能些微影響人身健康及安全者，應注意身邊安全，做好正常安全預防措施。                                                                                                   | 2018年7月25日                                          |                |
| 丹麦 | 灰色 （輕） | 提醒注意                       | 如：部分地區治安不佳、搶劫、偷竊、罷工事件多、水、電、交通或通訊不便、環境衛生及健康條件不良、潛在恐怖份子威脅區域等，可能些微影響人身健康及安全者，應注意身邊安全，做好正常安全預防措施。                                                                                                   | 2018年9月13日                                          |                |
| 美国 喬治亞州                                                                                                   | 灰色 （輕） | 提醒注意                       | 如：部分地區治安不佳、搶劫、偷竊、罷工事件多、水、電、交通或通訊不便、環境衛生及健康條件不良、潛在恐怖份子威脅區域等，可能些微影響人身健康及安全者，應注意身邊安全，做好正常安全預防措施。                                                                                                   | 2018年9月13日                                          |                |
| 美国 佛羅里達州                                                                                                 | 灰色 （輕） | 提醒注意                       | 如：部分地區治安不佳、搶劫、偷竊、罷工事件多、水、電、交通或通訊不便、環境衛生及健康條件不良、潛在恐怖份子威脅區域等，可能些微影響人身健康及安全者，應注意身邊安全，做好正常安全預防措施。                                                                                                   | 2018年10月9日                                          |                |
| 美国 夏威夷州                                                                                                   | 灰色 （輕） | 提醒注意                       | 如：部分地區治安不佳、搶劫、偷竊、罷工事件多、水、電、交通或通訊不便、環境衛生及健康條件不良、潛在恐怖份子威脅區域等，可能些微影響人身健康及安全者，應注意身邊安全，做好正常安全預防措施。                                                                                                   | 2019年1月14日                                          |                |
| 菲律賓 | 灰色 （輕） | 提醒注意                       | 如：部分地區治安不佳、搶劫、偷竊、罷工事件多、水、電、交通或通訊不便、環境衛生及健康條件不良、潛在恐怖份子威脅區域等，可能些微影響人身健康及安全者，應注意身邊安全，做好正常安全預防措施。                                                                                                   | 2019年1月31日                                          |                |
| 德国 | 灰色 （輕） | 提醒注意                       | 如：部分地區治安不佳、搶劫、偷竊、罷工事件多、水、電、交通或通訊不便、環境衛生及健康條件不良、潛在恐怖份子威脅區域等，可能些微影響人身健康及安全者，應注意身邊安全，做好正常安全預防措施。                                                                                                   | 2019年4月1日                                           |                |
| 法國 | 灰色 （輕） | 提醒注意                       | 如：部分地區治安不佳、搶劫、偷竊、罷工事件多、水、電、交通或通訊不便、環境衛生及健康條件不良、潛在恐怖份子威脅區域等，可能些微影響人身健康及安全者，應注意身邊安全，做好正常安全預防措施。                                                                                                   | 2019年5月1日                                           |                |
| 马来西亚 | 灰色 （輕） | 提醒注意                       | 如：部分地區治安不佳、搶劫、偷竊、罷工事件多、水、電、交通或通訊不便、環境衛生及健康條件不良、潛在恐怖份子威脅區域等，可能些微影響人身健康及安全者，應注意身邊安全，做好正常安全預防措施。                                                                                                   | 2019年5月7日                                           |                |
| 新西兰 奧克蘭                                                                                                   | 灰色 （輕） | 提醒注意                       | 如：部分地區治安不佳、搶劫、偷竊、罷工事件多、水、電、交通或通訊不便、環境衛生及健康條件不良、潛在恐怖份子威脅區域等，可能些微影響人身健康及安全者，應注意身邊安全，做好正常安全預防措施。                                                                                                   | 2019年6月11日                                          |                |
| 新西兰 | 灰色 （輕） | 提醒注意                       | 如：部分地區治安不佳、搶劫、偷竊、罷工事件多、水、電、交通或通訊不便、環境衛生及健康條件不良、潛在恐怖份子威脅區域等，可能些微影響人身健康及安全者，應注意身邊安全，做好正常安全預防措施。                                                                                                   | 2019年6月11日                                          |                |
| 義大利 | 灰色 （輕） | 提醒注意                       | 如：部分地區治安不佳、搶劫、偷竊、罷工事件多、水、電、交通或通訊不便、環境衛生及健康條件不良、潛在恐怖份子威脅區域等，可能些微影響人身健康及安全者，應注意身邊安全，做好正常安全預防措施。                                                                                                   | 2019年6月11日                                          |                |

## 記錄
下列是為制度生效至今的發出記錄
| 警告級別 | 警告級別 | 國家或地區                                                                | 發出日期       | 取消日期       | 備註       |
| -------- | -------- | ------------------------------------------------------------------------- | -------------- | -------------- | ---------- |
|          | 黃色     | 朝鮮民主主義人民共和國                                                    |                | 2006年7月27日  | 提升至橙色 |
|          |          | 以色列                                                                    |                | 2006年9月26日  | 調降為黃色 |
|          | 黃色     |                                                                           |                | 2006年11月30日 | 解除       |
|          | 橙色     | 巴基斯坦                                                                  |                | 2007年11月8日  | 提升至紅色 |
|          | 橙色     | 泰國                                                                      | 2009年4月14日  | 2009年4月16日  | 調降為黃色 |
|          | 橙色     | 墨西哥                                                                    | 2009年4月27日  | 2009年4月28日  | 提升至紅色 |
|          | 黃色     | 伊朗                                                                      |                | 2009年6月17日  | 提升至橙色 |
|          | 黃色     | 泰國 曼谷及周邊地區                                                       | 2009年4月16日  | 2010年3月17日  | 提升至橙色 |
|          | 橙色     | 泰國 曼谷及周邊地區                                                       | 2010年3月17日  | 2010年3月25日  | 調降為黃色 |
|          | 黃色     | 泰國 曼谷及周邊地區                                                       | 2010年3月25日  | 2010年4月7日   | 提升至橙色 |
|          | 橙色     | 泰國 曼谷                                                                 | 2010年4月7日   | 2010年4月11日  | 提升至紅色 |
|          | 紅色     | 泰國 曼谷                                                                 | 2010年4月11日  | 2010年4月14日  | 調降為橙色 |
|          | 橙色     | 泰國 曼谷                                                                 | 2010年4月14日  | 2010年4月23日  | 提升至紅色 |
|          | 黃色     | 冰島                                                                      |                | 2010年4月30日  | 調降為灰色 |
|          | 紅色     | 泰國 曼谷                                                                 | 2010年4月23日  | 2010年5月7日   | 調降為橙色 |
|          | 橙色     | 泰國 曼谷                                                                 | 2010年5月7日   | 2010年5月13日  | 提升至紅色 |
|          | 黃色     | 泰國 泰國全境，除曼谷及普吉島                                             | 2009年4月16日  | 2010年5月17日  | 提升至橙色 |
|          | 紅色     | 泰國 曼谷                                                                 | 2010年5月13日  | 2010年5月27日  | 調降為橙色 |
|          | 橙色     | 泰國 除泰南陶公、耶拉、宋卡、北大年等四府及泰柬邊境爭議地區               | 2010年5月17日  | 2010年6月4日   | 調降為黃色 |
|          | 黃色     | 印度                                                                      |                | 2010年9月21日  | 提升至橙色 |
|          | 橙色     | 印度 德里及孟買                                                           | 2010年9月21日  | 2010年11月1日  | 調降為黃色 |
|          | 灰色     | 延坪島、大青島、小青島、白翎島及隅島之以外地區                            |                | 2010年11月29日 | 提升至黃色 |
|          | 灰色     | 延坪島、大青島、小青島、白翎島及隅島                                      |                | 2010年11月29日 | 提升至紅色 |
|          | 橙色     |                                                                           | 2010年3月3日   | 2010年12月4日  | 提升至紅色 |
|          | 灰色     | 瑞典                                                                      | 2010年10月7日  | 2010年12月11日 | 提升至黃色 |
|          | 黃色     | 泰國 除泰南陶公、耶拉、宋卡、北大年等四府及泰柬邊境爭議地區               | 2010年6月4日   | 2010年12月23日 | 調降為灰色 |
|          | 黃色     | 延坪島、大青島、小青島、白翎島及隅島之以外地區                            | 2010年11月29日 | 2011年1月12日  | 調降為灰色 |
|          |          | 毛里塔尼亚                                                                |                | 2011年1月13日  | 提升至紅色 |
|          |          |                                                                           |                | 2011年1月13日  | 提升至紅色 |
|          |          | 尼日尔                                                                    |                | 2011年1月13日  | 提升至紅色 |
|          |          | 昆士蘭州                                                                  |                | 2011年1月13日  | 提升至橙色 |
|          | 橙色     | 突尼西亞                                                                  | 2011年1月13日  | 2011年1月17日  | 提升至紅色 |
|          | 橙色     | 昆士蘭州                                                                  | 2011年1月13日  | 2011年1月18日  | 調降為黃色 |
|          | 黃色     | 埃及                                                                      |                | 2011年1月29日  | 提升至橙色 |
|          | 橙色     | 埃及                                                                      | 2011年1月29日  | 2011年1月30日  | 提升至紅色 |
|          | 橙色     | 泰國 柬埔寨 泰、柬邊境爭議地區                                            | 2010年5月17日  | 2011年2月11日  | 提升至紅色 |
|          |          | 葉門                                                                      |                | 2011年2月17日  | 提升至紅色 |
|          | 黃色     | 巴林                                                                      | 2011年2月17日  | 2011年2月19日  | 提升至橙色 |
|          | 黃色     | 利比亞                                                                    | 2011年2月17日  | 2011年2月20日  | 提升至紅色 |
|          | 灰色     |                                                                           |                | 2011年2月20日  | 提升至黃色 |
|          | 黃色     | 昆士蘭州                                                                  | 2011年1月18日  | 2011年2月21日  | 調降為灰色 |
|          | 灰色     | 摩洛哥                                                                    |                | 2011年2月21日  | 提升至黃色 |
|          | 橙色     | 巴林                                                                      | 2011年2月19日  | 2011年3月16日  | 提升至紅色 |
|          | 黃色     | 叙利亚                                                                    |                | 2011年3月28日  | 提升至橙色 |
|          | 紅色     | 突尼西亞                                                                  | 2011年1月17日  | 2011年3月30日  | 調降為橙色 |
|          | 灰色     | 泰國 南部等11府                                                           | 2010年12月23日 | 2011年3月31日  | 提升至橙色 |
|          | 橙色     | 泰國 普吉府                                                               | 2011年3月31日  | 2011年4月8日   | 調降為灰色 |
|          | 橙色     | 泰國 蘇梅島、龜島及PP群島                                                 | 2011年3月31日  | 2011年4月8日   | 調降為黃色 |
|          | 紅色     | 埃及                                                                      | 2011年1月30日  | 2011年4月13日  | 調降為橙色 |
|          | 橙色     | 泰國 南部等10府                                                           | 2011年3月31日  | 2011年4月15日  | 調降為黃色 |
|          | 紅色     | 日本 關東地區、北海道東部及南部沿海地區                                   | 2011年3月15日  | 2011年4月20日  | 調降為灰色 |
|          | 橙色     | 叙利亚                                                                    | 2011年3月28日  | 2011年4月27日  | 提升至紅色 |
|          | 紅色     | 巴林                                                                      | 2011年3月16日  | 2011年4月27日  | 調降為橙色 |
|          | 紅色     | 延坪島、大青島、小青島、白翎島及隅島                                      | 2010年11月29日 | 2011年5月6日   | 調降為灰色 |
|          | 黃色     | 泰國 南部等10府                                                           | 2011年4月15日  | 2011年5月9日   | 調降為灰色 |
|          | 紅色     | 日本 東北地區除福島縣                                                     | 2011年3月11日  | 2011年6月13日  | 解除       |
|          | 灰色     | 日本 東北地區以外地區                                                     | 2011年4月20日  | 2011年6月13日  | 解除       |
|          | 灰色     | 泰國 除泰南陶公、耶拉、宋卡、北大年等四府及泰柬邊境爭議地區               | 2011年5月9日   | 2011年7月3日   | 提升至黃色 |
|          | 黃色     | 泰國 除泰南陶公、耶拉、宋卡、北大年等四府及泰柬邊境爭議地區               | 2011年7月3日   | 2011年7月8日   | 調降為灰色 |
|          | 黃色     | 英国                                                                      |                | 2011年7月14日  | 調降為灰色 |
|          | 黃色     | 印度 新德里、孟買及加爾各答                                               | 2010年11月1日  | 2011年7月14日  | 提升至橙色 |
|          | 灰色     | 挪威 奧斯陸                                                               |                | 2011年7月23日  | 提升至橙色 |
|          | 灰色     | 挪威 除奧斯陸以外之地區                                                   |                | 2011年7月23日  | 提升至黃色 |
|          | 灰色     | 英国 倫敦地區                                                             | 2011年7月14日  | 2011年8月9日   | 提升至黃色 |
|          | 灰色     | 马拉维                                                                    | 2011年7月14日  | 2011年8月15日  | 提升至黃色 |
|          | 黃色     | 英国 倫敦地區                                                             | 2011年8月9日   | 2011年8月18日  | 調降為灰色 |
|          | 灰色     | 千里達及托巴哥                                                            |                | 2011年8月31日  | 提升至橙色 |
|          | 灰色     | 泰國                                                                      | 2011年7月8日   | 2011年10月9日  | 提升至黃色 |
|          | 黃色     | 泰國 曼谷及30個府治                                                       | 2011年10月9日  | 2011年10月12日 | 提升至橙色 |
|          | 橙色     | 泰國 曼谷及28個府治                                                       | 2011年10月12日 | 2011年10月21日 | 提升至紅色 |
|          | 紅色     | 泰國 除曼谷及24個府治及泰柬邊境爭議地區及泰南四府外之其餘府治（4個府治）  | 2011年10月21日 | 2011年11月8日  | 調降為灰色 |
|          | 紅色     | 泰國 曼谷及14個府治                                                       | 2011年10月21日 | 2011年12月2日  | 調降為橙色 |
|          | 紅色     | 泰國 除曼谷及14個府治及泰柬邊境爭議地區及泰南四府外之其餘府治（10個府治） | 2011年10月21日 | 2011年12月2日  | 調降為灰色 |
|          | 橙色     | 千里達及托巴哥                                                            | 2011年8月31日  | 2011年12月15日 | 調降為黃色 |
|          | 橙色     | 泰國 曼谷及9個府治                                                        | 2011年12月2日  | 2011年12月16日 | 調降為黃色 |
|          | 橙色     | 泰國 除曼谷及9個府治及泰柬邊境爭議地區及泰南四府外之其餘府治（5個府治）   | 2011年12月2日  | 2011年12月16日 | 調降為灰色 |
|          | 橙色     | 挪威 奧斯陸                                                               | 2011年7月23日  | 2012年1月19日  | 調降為灰色 |
|          | 黃色     | 挪威 除奧斯陸以外之地區                                                   | 2011年7月23日  | 2012年1月19日  | 調降為灰色 |
|          | 橙色     | 伊拉克                                                                    |                | 2012年1月30日  | 提升至紅色 |
|          | 橙色     | 伊朗                                                                      |                | 2012年1月30日  | 提升至紅色 |
|          | 黃色     | 泰國 曼谷及9個府治                                                        | 2011年12月16日 | 2012年2月3日   | 調降為灰色 |
|          | 灰色     | 泰國 曼谷                                                                 | 2012年2月3日   | 2012年2月17日  | 提升至黃色 |
|          | 黃色     | 昆士蘭州西南部聖喬治區                                                    | 2012年2月7日   | 2012年2月21日  | 調降為灰色 |
|          | 紅色     | 日本 除福島第一核電廠半徑30公里內區域及計畫避難區域之福島縣其他地區       | 2011年3月11日  | 2012年3月12日  | 解除       |
|          | 灰色     | 帛琉                                                                      | 2012年3月21日  | 2012年4月6日   | 解除       |
|          | 黃色     | 泰國 曼谷                                                                 | 2012年2月17日  | 2012年5月30日  | 調降為灰色 |
|          | 黃色     | 緬甸 若開邦                                                               |                | 2012年6月12日  | 提升至橙色 |
|          | 灰色     | 日本 九州地區                                                             | 2012年7月13日  | 2012年7月25日  | 解除       |
|          | 灰色     | 加拿大 蒙特婁市                                                           | 2012年5月25日  | 2012年9月25日  | 解除       |
|          | 灰色     |                                                                           | 2009年7月8日   | 2013年3月1日   | 提升至黃色 |
|          | 灰色     | 马来西亚 沙巴州拿篤地區                                                   |                | 2013年3月5日   | 提升至黃色 |
|          | 灰色     | 马来西亚 沙巴州仙本那、古納及斗湖等地區                                   |                | 2013年3月8日   | 提升至黃色 |
|          | 黃色     | 緬甸 曼德勒省                                                             |                | 2013年3月29日  | 提升至橙色 |
|          | 橙色     | 緬甸 若開邦                                                               | 2012年6月12日  | 2013年4月12日  | 調降為黃色 |
|          | 橙色     | 緬甸 曼德勒省                                                             | 2013年3月29日  | 2013年4月12日  | 調降為黃色 |
|          | 橙色     | 中非                                                                      |                | 2013年4月19日  | 提升至紅色 |
|          | 灰色     | 菲律賓 除民答那峨島以外之地區                                             |                | 2013年5月15日  | 提升至紅色 |
|          | 橙色     | 菲律賓 民答那峨島                                                         |                | 2013年5月15日  | 提升至紅色 |
|          | 黃色     | 马来西亚 沙巴州拿篤地區                                                   | 2013年3月5日   | 2013年5月23日  | 調降為灰色 |
|          | 黃色     | 马来西亚 沙巴州仙本那、古納及斗湖等地區                                   | 2013年3月8日   | 2013年5月23日  | 調降為灰色 |
|          | 灰色     | 土耳其                                                                    |                | 2013年6月2日   | 提升至黃色 |
|          | 橙色     | 加拿大 亞伯達省卡加利市、班芙及坎摩地區                                   | 2013年6月22日  | 2013年6月28日  | 調降為黃色 |
|          | 黃色     | 埃及 開羅、亞歷山卓及賽德港                                               |                | 2013年6月30日  | 提升至橙色 |
|          | 黃色     | 埃及 開羅、亞歷山卓及賽德港以外之地區                                     |                | 2013年7月4日   | 提升至紅色 |
|          | 橙色     | 埃及 開羅、亞歷山卓及賽德港                                               | 2013年6月30日  | 2013年7月4日   | 提升至紅色 |
|          | 黃色     | 加拿大 亞伯達省卡加利市、班芙及坎摩地區                                   | 2013年6月28日  | 2013年7月16日  | 解除       |
|          | 黃色     | 瑞典                                                                      | 2010年12月11日 | 2013年7月25日  | 調降為灰色 |
|          | 紅色     | 菲律賓 除民答那峨島以外之地區                                             | 2013年5月15日  | 2013年8月8日   | 調降為灰色 |
|          | 紅色     | 菲律賓 民答那峨島                                                         | 2013年5月15日  | 2013年8月8日   | 調降為橙色 |
|          | 黃色     | 土耳其 東南部與敘利亞交界省份地區                                         | 2013年6月2日   | 2013年9月9日   | 提升至橙色 |
|          | 橙色     | 菲律賓 民答那峨島中部三寶顏半島及西部蘇祿群島                             | 2013年8月8日   | 2013年9月17日  | 提升至紅色 |
|          | 黃色     |                                                                           | 2013年5月16日  | 2013年9月26日  | 提升至橙色 |
|          | 橙色     | 苏丹                                                                      | 2012年4月27日  | 2013年10月16日 | 提升至紅色 |
|          | 灰色     | 菲律賓 薄荷省                                                             | 2013年5月15日  | 2013年10月19日 | 提升至黃色 |
|          | 灰色     | 菲律賓 中部諸島(包括長灘島及宿霧)                                         | 2013年5月15日  | 2013年11月11日 | 提升至黃色 |
|          | 黃色     | 菲律賓 雷伊泰省                                                           | 2013年11月11日 | 2013年11月14日 | 提升至橙色 |
|          | 灰色     | 马来西亚 沙巴州東海岸地區                                                 | 2013年5月23日  | 2013年11月15日 | 提升至橙色 |
|          | 橙色     | 乌克兰 和 乌克兰 頓內次克、盧甘斯克州                                     |                | 2014年3月4日   | 提升至紅色 |
|          | 紅色     | 乌克兰                                                                    | 2014年3月4日   | 2014年7月11日  | 調降為橙色 |
|          | 黃色     | 沙烏地阿拉伯                                                              | 2014年4月29日  | 2015年6月1日   | 提升至橙色 |
|          | 灰色     |                                                                           | 2015年5月26日  | 2015年6月3日   | 提升至黃色 |
|          | 黃色     |                                                                           | 2015年6月3日   | 2015年7月7日   | 調降為灰色 |
|          | 橙色     | 沙烏地阿拉伯 沙國與葉門邊界地區納季蘭                                     | 2015年6月1日   | 2015年11月24日 | 提升至紅色 |
|          | 黃色     | 土耳其                                                                    | 2013年6月2日   | 2016年6月29日  | 提升至橙色 |
|          | 橙色     | 土耳其 和 土耳其 東南部與敘利亞交界省份地區                               | 2016年6月29日  | 2016年7月16日  | 提升至紅色 |
|          | 紅色     | 土耳其                                                                    | 2016年7月16日  | 2016年7月20日  | 調降為橙色 |
|          | 橙色     | 土耳其                                                                    | 2016年7月20日  | 2016年8月5日   | 調降為黃色 |

## 資料來源
注：以下資料均為正體中文， （中文（臺灣））. 地區。
1. ↑  外交部修正國外旅遊警示機制，警示顏色由三級制增訂為四級[永久]
2. ↑  . 中廣新聞網. 2009-05-05  [2013-08-10]. （原始内容存档于2014-05-23）.
3. ↑  . 行政院消費者保護處. 2013-05-15  [2013-08-10].
4. ↑  . 行政院消費者保護處. 2013-07-05  [2013-08-10].
5. ↑  . 大陸委員會. 2014-08-28  [2014-08-28]. （原始内容存档于2019-08-29）.
6. ↑  外交部. . 2006年7月27日  [2013年8月10日]. （原始内容存档于2016年3月5日）.
7. ↑  外交部. . 2006年10月2日  [2013年8月10日]. （原始内容存档于2016年3月5日）.
8. ↑  外交部. . 2006年11月30日  [2013年8月10日]. （原始内容存档于2016年3月4日）.
9. ↑  外交部. . 2007年11月8日  [2013年8月10日]. （原始内容存档于2016年3月4日）.
10. ↑  外交部. . 2009年4月16日  [2013年8月10日]. （原始内容存档于2016年3月5日）.
11. ↑  外交部. . 2009年4月28日  [2013年8月10日]. （原始内容存档于2016年3月4日）.
12. ↑  外交部. . 2009年6月17日  [2013年8月10日]. （原始内容存档于2016年3月5日）.
13. ↑  外交部. . 2010年3月17日  [2013年8月10日]. （原始内容存档于2016年3月4日）.
14. ↑  外交部. . 2010年3月25日  [2013年8月10日]. （原始内容存档于2016年3月4日）.
15. ↑  外交部. . 2010年4月7日  [2013年8月10日]. （原始内容存档于2016年3月4日）.
16. ↑  外交部. . 2010年4月11日  [2013年8月10日]. （原始内容存档于2016年3月4日）.
17. ↑  外交部. . 2010年4月14日  [2013年8月10日]. （原始内容存档于2016年3月5日）.
18. ↑  外交部. . 2010年4月23日  [2013年8月10日]. （原始内容存档于2016年3月4日）.
19. ↑  外交部. . 2010年4月30日  [2013年8月10日]. （原始内容存档于2016年3月5日）.
20. ↑  外交部. . 2010年5月7日  [2013年8月10日]. （原始内容存档于2016年3月5日）.
21. ↑  外交部. . 2010年5月13日  [2013年8月10日]. （原始内容存档于2016年3月4日）.
22. ↑  外交部. . 2010年5月17日  [2013年8月10日]. （原始内容存档于2016年3月4日）.
23. ↑  外交部. . 2010年5月27日  [2013年8月10日]. （原始内容存档于2016年3月4日）.
24. ↑  外交部. . 2010年6月4日  [2013年8月10日]. （原始内容存档于2016年3月4日）.
25. ↑  外交部. . 2010年9月21日  [2013年8月10日].[永久]
26. ↑  外交部. . 2010年11月1日  [2013年8月10日]. （原始内容存档于2016年3月4日）.
27. 1 2  外交部. . 2010年11月29日  [2013年8月10日]. （原始内容存档于2016年3月4日）.
28. ↑  外交部. . 2010年12月4日  [2013年8月10日]. （原始内容存档于2016年3月4日）.
29. ↑  外交部. . 2010年12月14日  [2013年8月10日]. （原始内容存档于2016年3月4日）.
30. ↑  外交部. . 2010年12月23日  [2013年8月10日]. （原始内容存档于2016年3月4日）.
31. ↑  外交部. . 2010年11月29日  [2013年8月10日]. （原始内容存档于2016年3月4日）.
32. 1 2 3  外交部. . 2011年1月13日  [2013年8月10日]. （原始内容存档于2016年3月4日）.
33. ↑  外交部. . 2011年1月13日  [2013年8月10日]. （原始内容存档于2016年3月5日）.
34. ↑  外交部. . 2011年1月17日  [2013年8月10日]. （原始内容存档于2016年3月4日）.
35. ↑  外交部. . 2011年1月18日  [2013年8月10日]. （原始内容存档于2016年3月4日）.
36. ↑  外交部. . 2011年1月29日  [2013年8月10日]. （原始内容存档于2016年3月4日）.
37. ↑  外交部. . 2011年1月30日  [2013年8月10日]. （原始内容存档于2016年3月5日）.
38. ↑  外交部. . 2011年2月11日  [2013年8月10日]. （原始内容存档于2016年3月4日）.
39. ↑  外交部. . 2011年2月17日  [2013年8月10日]. （原始内容存档于2016年3月4日）.
40. ↑  外交部. . 2011年2月19日  [2013年8月10日]. （原始内容存档于2016年3月4日）.
41. ↑  外交部. . 2011年2月20日  [2013年8月10日]. （原始内容存档于2016年3月4日）.
42. ↑  外交部. . 2011年2月20日  [2013年8月10日]. （原始内容存档于2016年3月5日）.
43. ↑  外交部. . 2011年2月21日  [2013年8月10日]. （原始内容存档于2016年3月4日）.
44. ↑  外交部. . 2011年2月21日  [2013年8月10日]. （原始内容存档于2016年3月4日）.
45. ↑  外交部. . 2011年3月16日  [2013年8月10日]. （原始内容存档于2016年3月4日）.
46. ↑  外交部. . 2011年3月28日  [2013年8月10日]. （原始内容存档于2016年3月4日）.
47. ↑  外交部. . 2011年3月30日  [2013年8月10日].
48. ↑  外交部. . 2011年3月31日  [2013年8月10日]. （原始内容存档于2016年3月5日）.
49. 1 2  外交部. . 2011年4月8日  [2013年8月10日]. （原始内容存档于2016年3月4日）.
50. ↑  外交部. . 2011年4月13日  [2013年8月10日]. （原始内容存档于2016年3月4日）.
51. ↑  外交部. . 2011年4月8日  [2013年8月10日].
52. ↑  外交部. . 2011年4月20日  [2013年8月10日]. （原始内容存档于2016年3月5日）.
53. ↑  外交部. . 2011年4月27日  [2013年8月10日]. （原始内容存档于2016年3月5日）.
54. ↑  外交部. . 2011年4月27日  [2013年8月10日]. （原始内容存档于2016年3月4日）.
55. ↑  外交部. . 2011年5月6日  [2013年8月10日]. （原始内容存档于2016年3月5日）.
56. ↑  外交部. . 2011年5月9日  [2013年8月10日]. （原始内容存档于2016年3月4日）.
57. 1 2  外交部. . 2011年6月13日  [2013年8月10日]. （原始内容存档于2016年3月4日）.
58. ↑  外交部. . 2011年7月3日  [2013年8月10日]. （原始内容存档于2016年3月4日）.
59. ↑  外交部. . 2011年7月8日  [2013年8月10日]. （原始内容存档于2016年3月4日）.
60. ↑  外交部. . 2011年7月14日  [2013年8月10日]. （原始内容存档于2016年3月4日）.
61. ↑  外交部. . 2011年7月14日  [2013年8月10日]. （原始内容存档于2016年3月4日）.
62. 1 2  外交部. . 2011年7月23日  [2013年8月10日]. （原始内容存档于2016年3月4日）.
63. ↑  外交部. . 2011年8月9日  [2013年8月10日].
64. ↑  外交部. . 2011年8月15日  [2013年8月10日]. （原始内容存档于2016年3月4日）.
65. ↑  外交部. . 2011年8月18日  [2013年8月10日]. （原始内容存档于2016年3月4日）.
66. ↑  外交部. . 2011年8月31日  [2013年8月10日]. （原始内容存档于2016年3月4日）.
67. ↑  外交部. . 2011年10月9日  [2013年8月10日]. （原始内容存档于2016年3月4日）.
68. ↑  外交部. . 2011年10月12日  [2013年8月10日]. （原始内容存档于2016年3月4日）.
69. ↑  外交部. . 2011年10月21日  [2013年8月10日]. （原始内容存档于2016年3月4日）.
70. ↑  外交部. . 2011年11月8日  [2013年8月10日]. （原始内容存档于2016年3月4日）.
71. 1 2  外交部. . 2011年12月2日  [2013年8月10日]. （原始内容存档于2016年3月4日）.
72. ↑  外交部. . 2011年12月15日  [2013年8月10日]. （原始内容存档于2016年3月4日）.
73. 1 2  外交部. . 2011年12月16日  [2013年8月10日]. （原始内容存档于2016年3月4日）.
74. 1 2  外交部. . 2012年1月19日  [2013年8月10日]. （原始内容存档于2016年3月5日）.
75. 1 2  外交部. . 2012年1月30日  [2013年8月10日]. （原始内容存档于2012年4月4日）.
76. ↑  外交部. . 2012年2月3日  [2013年8月10日]. （原始内容存档于2012年4月4日）.
77. ↑  外交部. . 2012年2月17日  [2013年8月10日]. （原始内容存档于2012年7月10日）.
78. ↑  外交部. . 2012年2月21日  [2013年8月10日]. （原始内容存档于2012年7月10日）.
79. ↑  外交部. . 2012年3月12日  [2013年8月10日]. （原始内容存档于2012年5月20日）.
80. ↑  外交部. . 2012年4月6日  [2013年8月10日]. （原始内容存档于2012年6月25日）.
81. ↑  外交部. . 2012年5月30日  [2013年8月10日]. （原始内容存档于2012年8月25日）.
82. ↑  外交部. . 2012年6月12日  [2013年8月10日]. （原始内容存档于2012年8月25日）.
83. ↑  外交部. . 2012年7月25日  [2013年8月10日]. （原始内容存档于2016年3月4日）.
84. ↑  外交部. . 2012年9月25日  [2013年8月10日]. （原始内容存档于2012年12月22日）.
85. ↑  外交部. . 2013年3月1日  [2013年8月11日]. （原始内容存档于2013年5月23日）.
86. ↑  外交部. . 2013年3月5日  [2013年8月11日]. （原始内容存档于2013年5月23日）.
87. ↑  外交部. . 2013年3月8日  [2013年8月11日]. （原始内容存档于2013年5月22日）.
88. ↑  外交部. . 2013年3月29日  [2013年8月11日]. （原始内容存档于2013年6月13日）.
89. 1 2  外交部. . 2013年4月12日  [2013年8月11日]. （原始内容存档于2016年3月4日）.
90. ↑  外交部. . 2013年4月19日  [2013年8月11日]. （原始内容存档于2016年3月4日）.
91. 1 2  外交部. . 2013年5月15日  [2013年8月11日]. （原始内容存档于2013年8月12日）.
92. 1 2  外交部. . 2013年5月23日  [2013年8月11日]. （原始内容存档于2013年7月29日）.
93. ↑  外交部. . 2013年6月2日  [2013年8月11日].
94. ↑  外交部. . 2013年6月28日  [2013年8月11日]. （原始内容存档于2013年8月31日）.
95. ↑  外交部. . 2013年6月30日  [2013年8月11日]. （原始内容存档于2013年8月31日）.
96. 1 2  外交部. . 2013年7月4日  [2013年8月11日]. （原始内容存档于2013年11月13日）.
97. ↑  外交部. . 2013年7月16日  [2013年8月11日]. （原始内容存档于2013年7月29日）.
98. ↑  外交部. . 2013年7月25日  [2013年8月11日]. （原始内容存档于2013年8月21日）.
99. 1 2  外交部. . 2013年8月8日  [2013年8月10日]. （原始内容存档于2013年8月31日）.
100. ↑  外交部. . 2013年9月9日  [2013年11月11日]. （原始内容存档于2022年3月14日）.
101. ↑  外交部. . 2013年9月17日  [2013年11月11日]. （原始内容存档于2013年11月13日）.
102. ↑  外交部. . 2013年9月26日  [2013年11月11日]. （原始内容存档于2013年11月13日）.
103. ↑  外交部. . 2013年10月16日  [2013年11月13日]. （原始内容存档于2013年11月13日）.
104. ↑  外交部. . 2013年10月19日  [2013年11月13日]. （原始内容存档于2013年11月13日）.
105. ↑  外交部. . 2013年11月11日  [2013年11月13日]. （原始内容存档于2013年11月13日）.
106. ↑  外交部. . 2013年11月14日  [2013年11月14日]. （原始内容存档于2015年6月10日）.
107. ↑  外交部. . 2013年11月15日  [2013年11月19日]. （原始内容存档于2015年6月10日）.
108. ↑  外交部. . 2014年3月4日  [2019年6月11日]. （原始内容存档于2022年3月24日）.
109. ↑  外交部. . 2014年7月11日  [2019年6月11日]. （原始内容存档于2022年4月7日）.
110. ↑  外交部. . 2015年6月1日  [2019年6月12日]. （原始内容存档于2022年4月7日）.
111. ↑  外交部. . 2015年6月3日  [2019年6月12日]. （原始内容存档于2022年4月7日）.
112. ↑  外交部. . 2015年7月7日  [2019年6月12日]. （原始内容存档于2022年4月7日）.
113. ↑  外交部. . 2015年11月24日  [2019年6月12日]. （原始内容存档于2022年4月7日）.
114. ↑  外交部. . 2016年6月29日  [2019年6月12日]. （原始内容存档于2022年4月7日）.
115. ↑  外交部. . 2016年7月16日  [2019年6月12日]. （原始内容存档于2022年4月7日）.
116. ↑  外交部. . 2016年7月20日  [2019年6月12日]. （原始内容存档于2022年4月7日）.
117. ↑  外交部. . 2016年8月5日  [2019年6月12日]. （原始内容存档于2022年4月7日）.
118. ↑  . www.cdc.gov.tw.   [2020-02-22]. （原始内容存档于2020-03-19） （中文（繁體））.

## 外部連結
- 中華民國外交部領務局－國外旅遊警示分級表（页面存档备份，存于）
- 行政院衛生署疾病管制局－國際旅遊疾病資訊（页面存档备份，存于）